# Świecie
Świecie (niem. Schwetz) – miasto w Polsce położone w woj. kujawsko-pomorskim, siedziba powiatu świeckiego oraz gminy miejsko-wiejskiej Świecie. Według danych GUS z 31 grudnia 2023 roku Świecie liczyło 24 841 mieszkańców.
Świecie uzyskało lokację miejską w 1338 roku.

## Położenie
Świecie położone jest na Pojezierzu Pomorskim, w regionie etno-kulturowym Kociewia, u ujścia rzeki Wdy do Wisły, w miejscu, gdzie wysoczyzna morenowa stromo opada w kierunku rzeki. Taka lokalizacja przywodzi na myśl miasto położone na terenach górskich.
Zbiegają się tutaj drogi: krajowa 91 (Gdańsk–Toruń) oraz krajowa 5 (E261, Świecie–Wrocław–Kudowa-Zdrój). W odległości 12 km od granic miasta przebiega autostrada A1 (E75). Miasto znajduje się w odległości 4 km od ważnej dwutorowej magistrali kolejowej Gdynia-Śląsk.
Miasto jest położone na wysokości od 19 do 86 m n.p.m.
Według danych z 1 stycznia 2022 r. powierzchnia miasta wynosiła 16,5 km².

## Podział administracyjny
| Kod TERYT | Nazwa        | Rodzaj       |
| --------- | ------------ | ------------ |
| 0929670   | Marianki     | część miasta |
| 0929687   | Przechowo    | część miasta |
| 0929693   | Stare Miasto | część miasta |

W latach 1939–1945 położona była w okręgu Rzeszy Gdańsk-Prusy Zachodnie, w rejencji bydgoskiej (Regierungsbezirk Bromberg), w powiecie Świecie (Kreis Schwetz).
W latach 1975–1998 miasto administracyjnie należało do woj. bydgoskiego.

## Nazwa
Miejscowość pod zlatynizowaną nazwą Swencza wymieniona jest w łacińskim dokumencie wydanym w Lubinie w 1281 roku sygnowanym przez księcia pomorskiego Mściwoja II. Wymieniona została pod zlatynizowaną nazwą „Suece” w łacińskim dokumencie z 1282 roku sygnowanym przez króla polskiego Przemysła II. Miejscowość pod zlatynizowaną nazwą Svecze wymieniona jest w łacińskim dokumencie wydanym w Świeciu w 1283 roku sygnowanym przez księcia pomorskiego Mściwoja II.

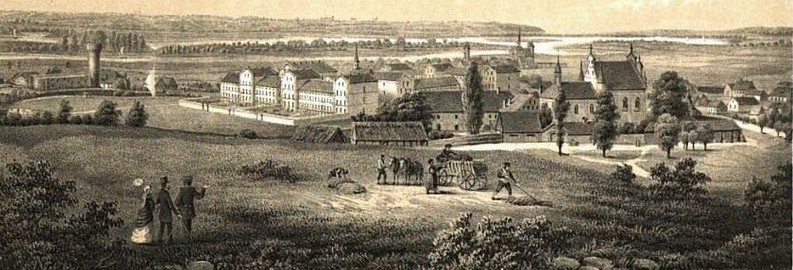
Świecie pod pruskim zaborem w 1855

Nazwę miejscowości w zlatynizowanej formie „Swete” przy okazji notki o zamku castro Swetensi, a także „Swece” oraz „Swecz” wymienia spisany ok. 1300 roku średniowieczny łaciński utwór opisujący żywot świętej Jadwigi Vita Sanctae Hedwigis.
W dobie Cesarstwa Niemieckiego Świecie nazwywało się Schwetz. W latach 1939 - 1942 nazwą miasta było Schwetz, lecz po przeprowadzonej zamianie nazw miejscowości w Okręgu Rzeszy Gdańsk-Prusy Zachodnie, w latach 1942 - 1945 nazywała się Schwetz (Weichsel). Pod okupacją niemiecką miejscowość ta posiadała status miasto.
Na wschód od miasta położona była, nieistniejąca już dzisiaj, a istniejąca w XIX i XX w., miejscowość Gubka. W latach 1939 - 1942 wieś wciąż nazywała się Gubka, lecz po przeprowadzonej zamianie nazw miejscowości w Okręgu Rzeszy Gdańsk-Prusy Zachodnie, w latach 1942 - 1945 nazywała się Gübken. Pod okupacją niemiecką miejscowość ta posiadała status kolonia, część Świecia.

## Historia

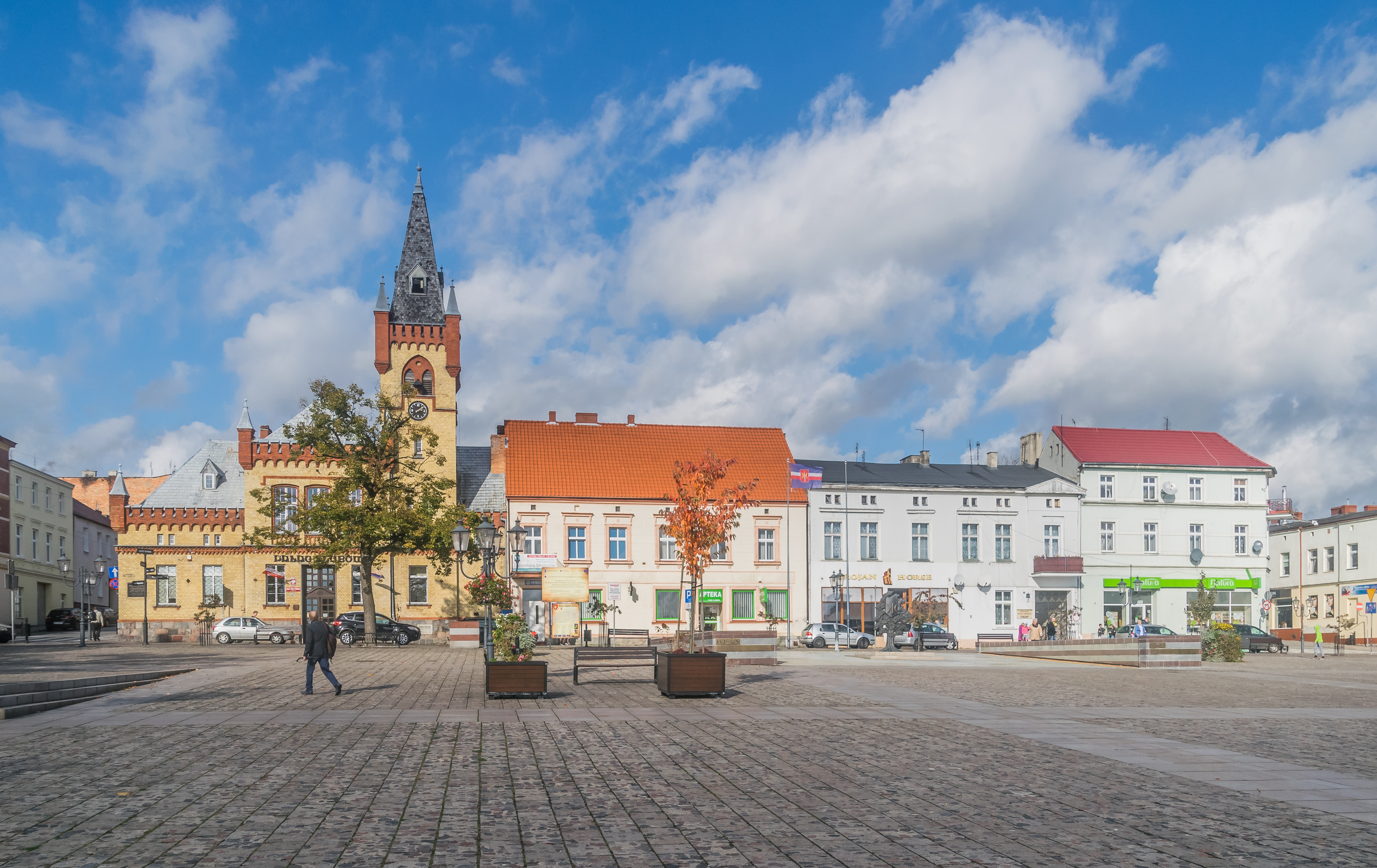
Północna pierzeja rynku w Świeciu

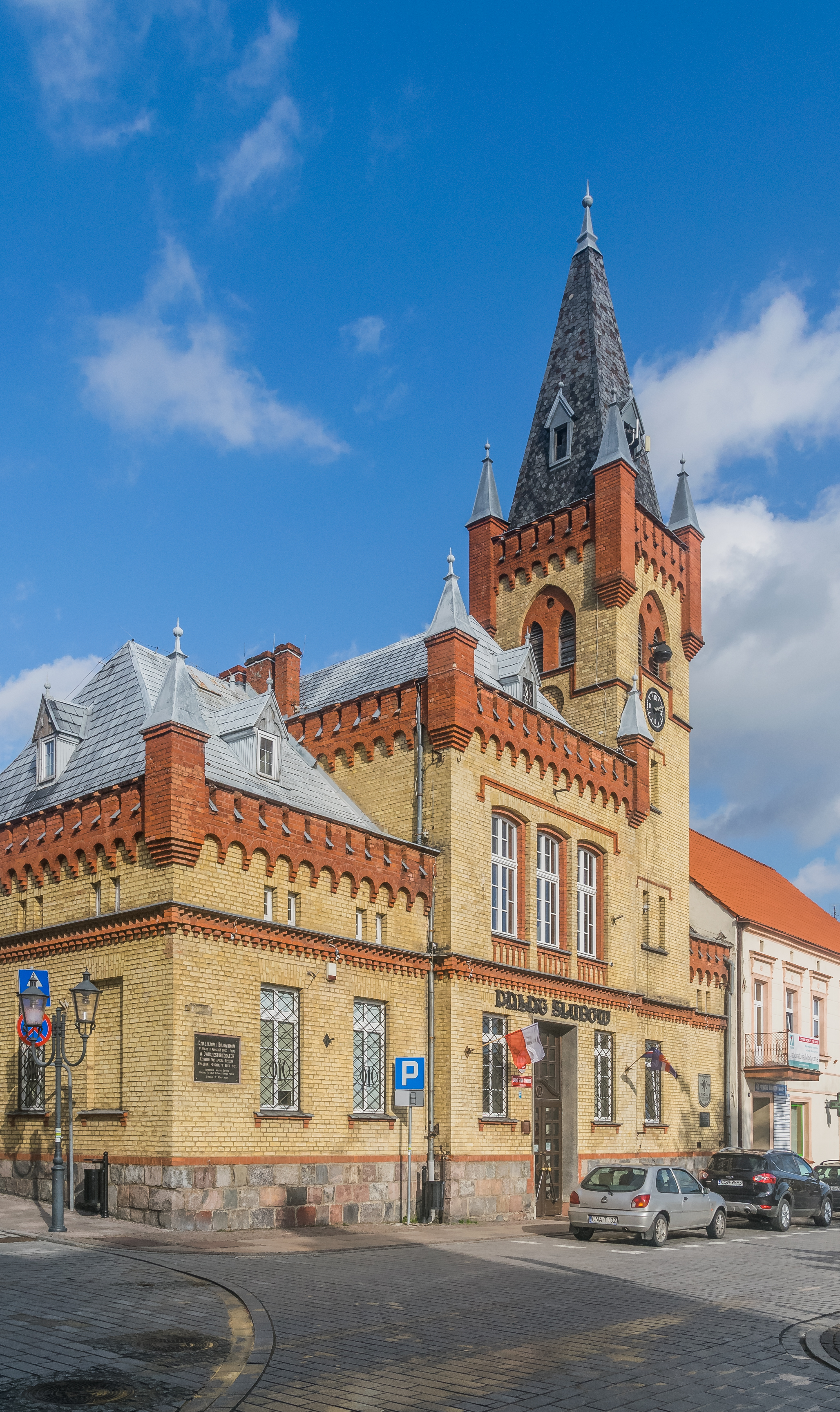
Dawny ratusz na rynku w Świeciu w 2017 roku

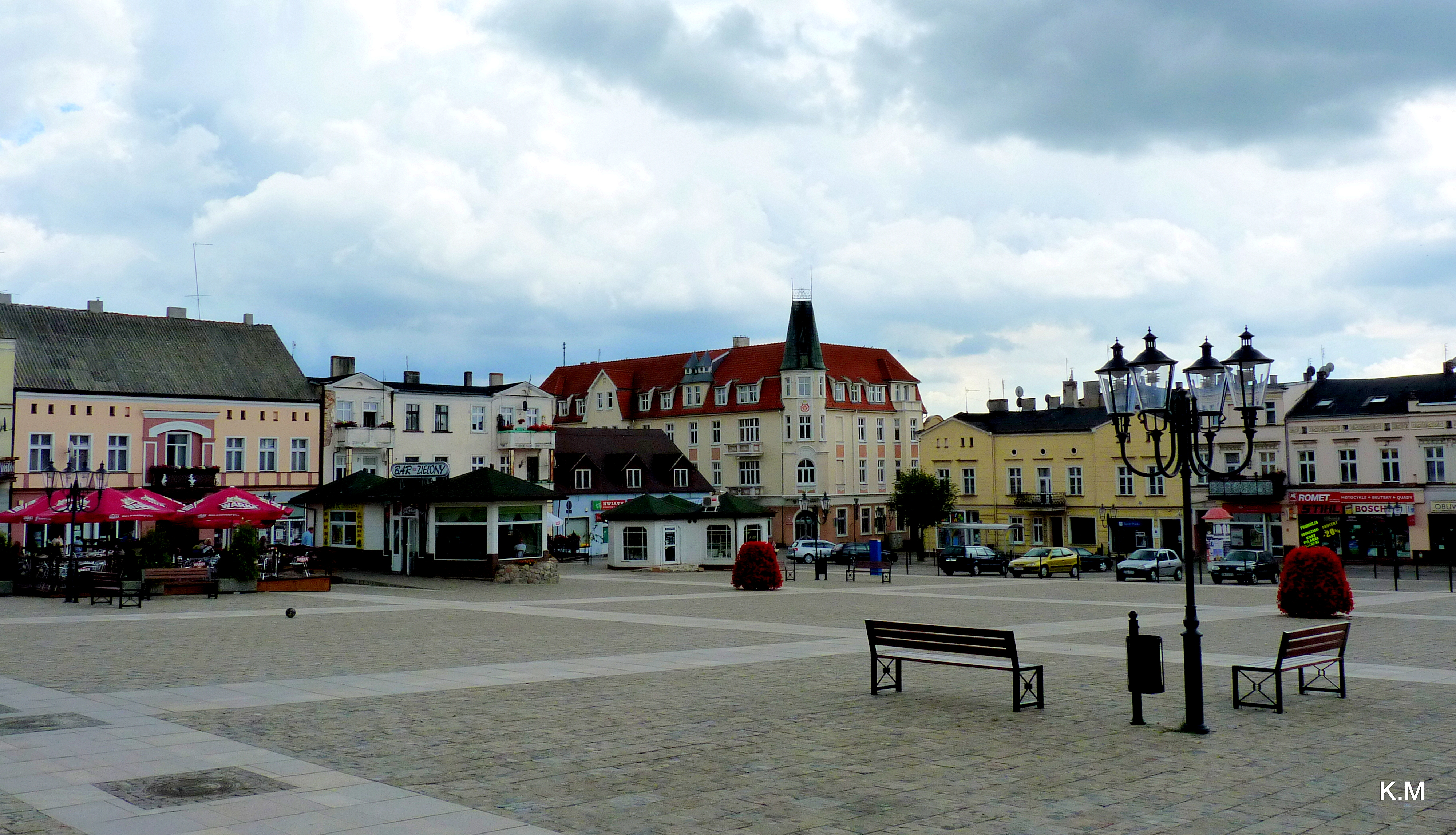
Południowa pierzeja rynku w Świeciu

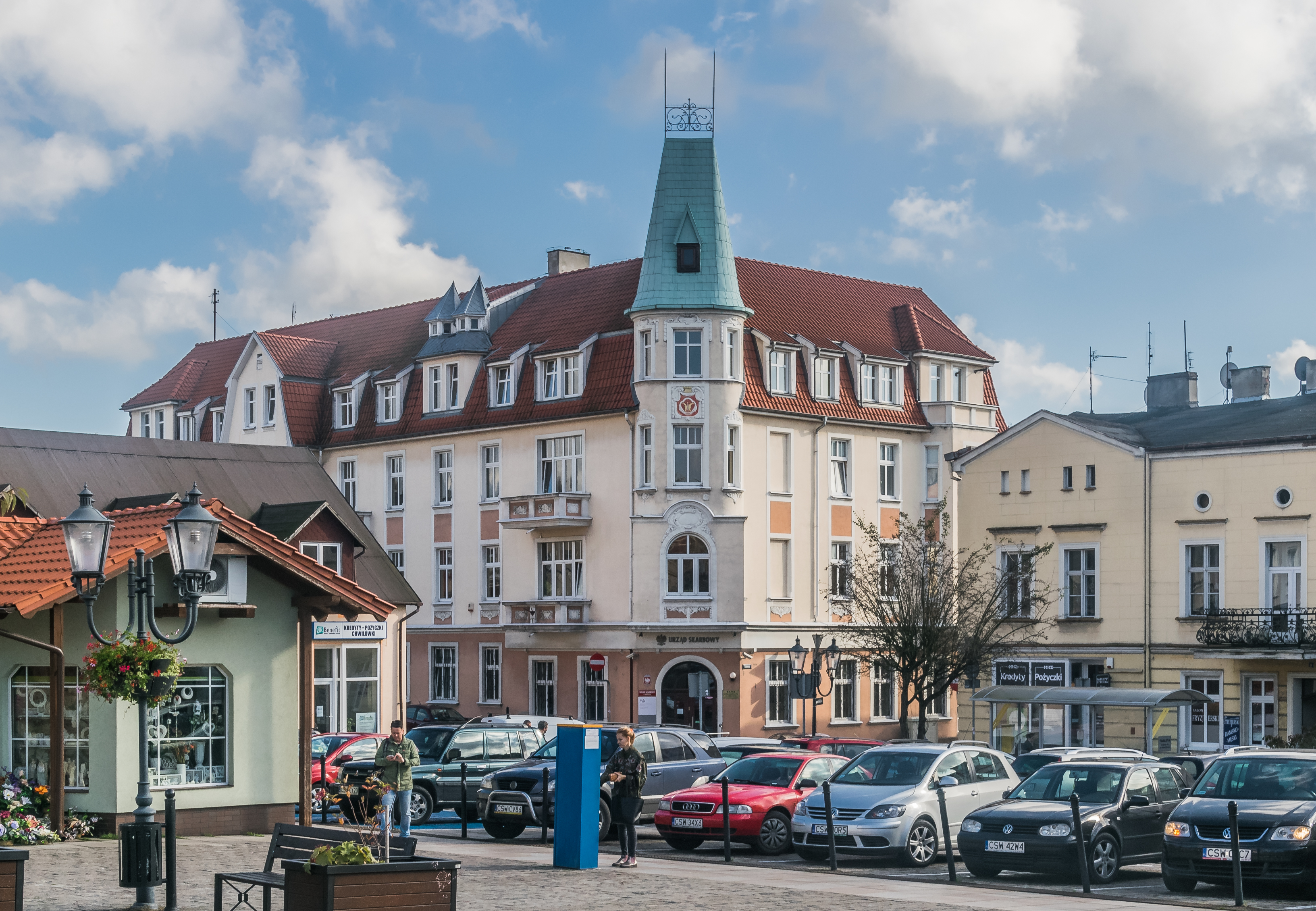
Urząd Skarbowy w Świeciu

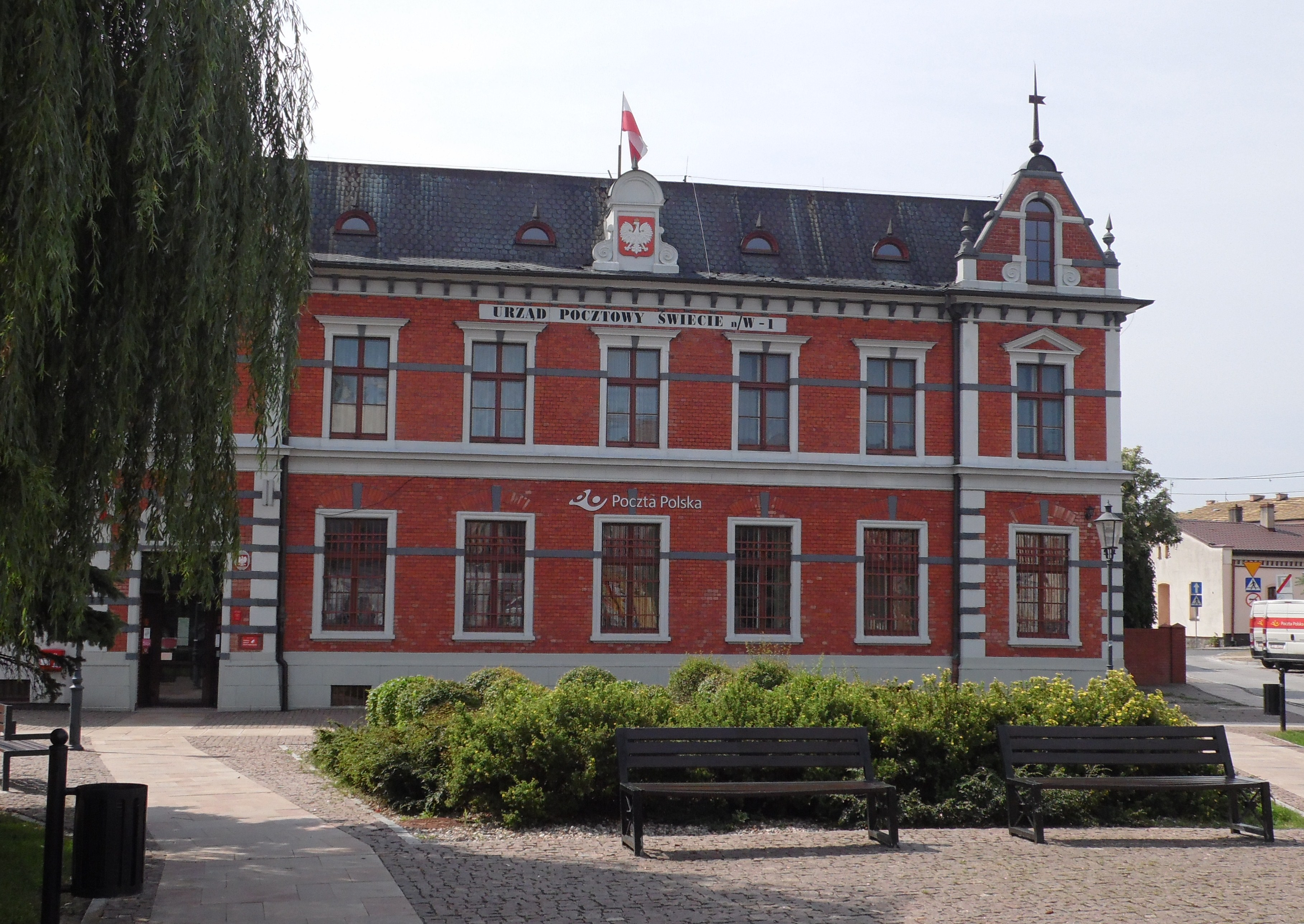
Urząd Pocztowy w Świeciu

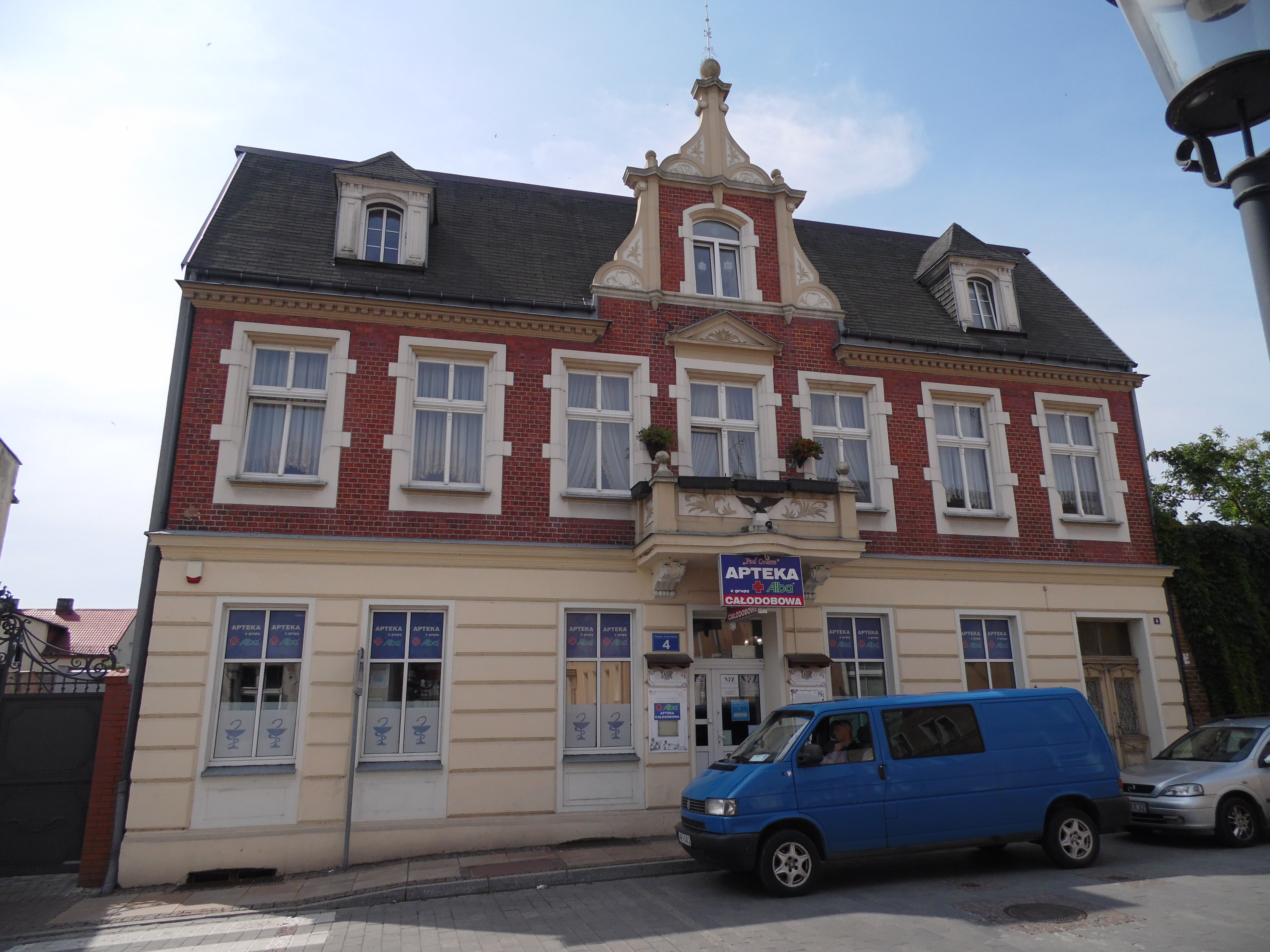
Apteka

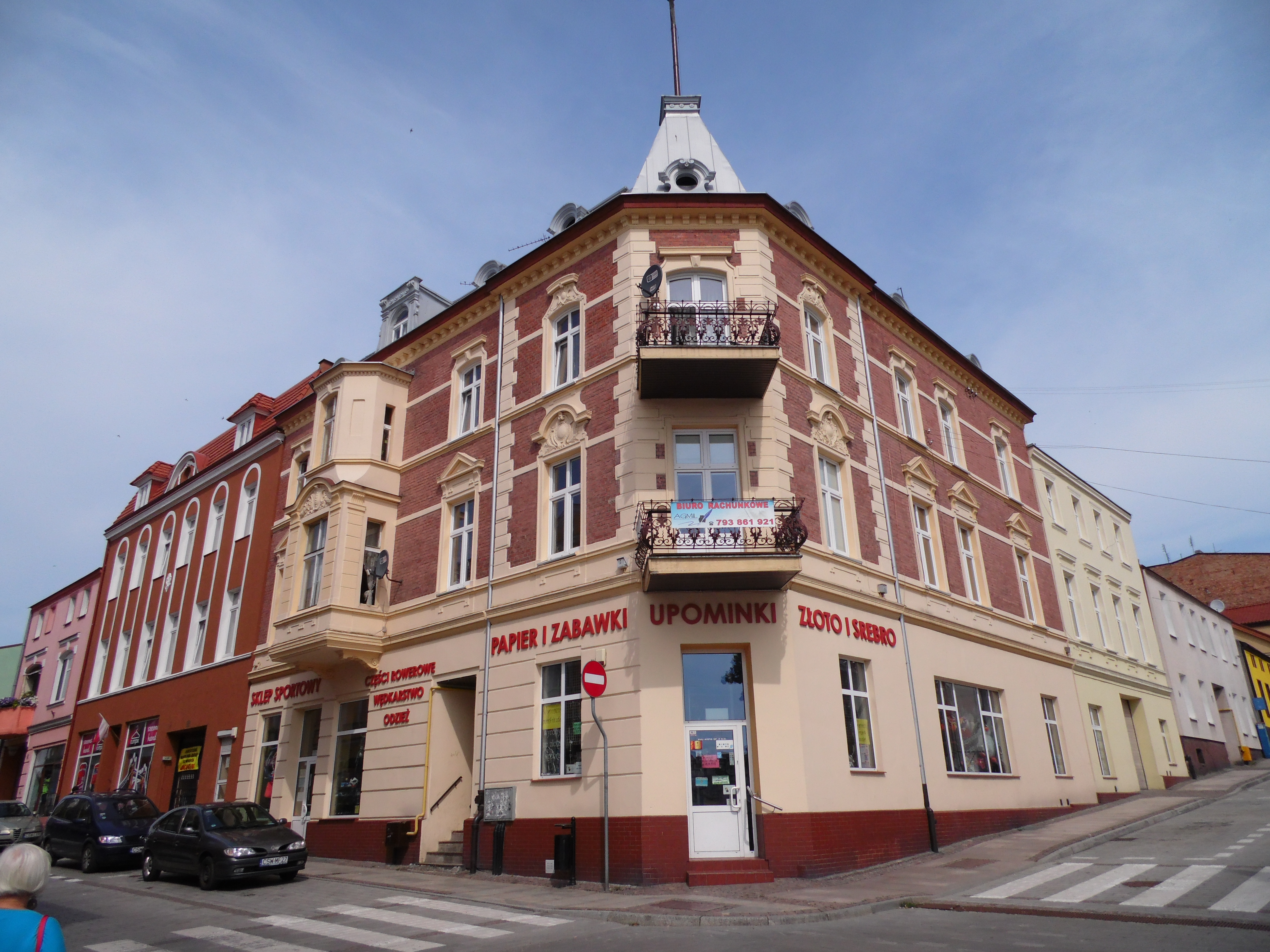

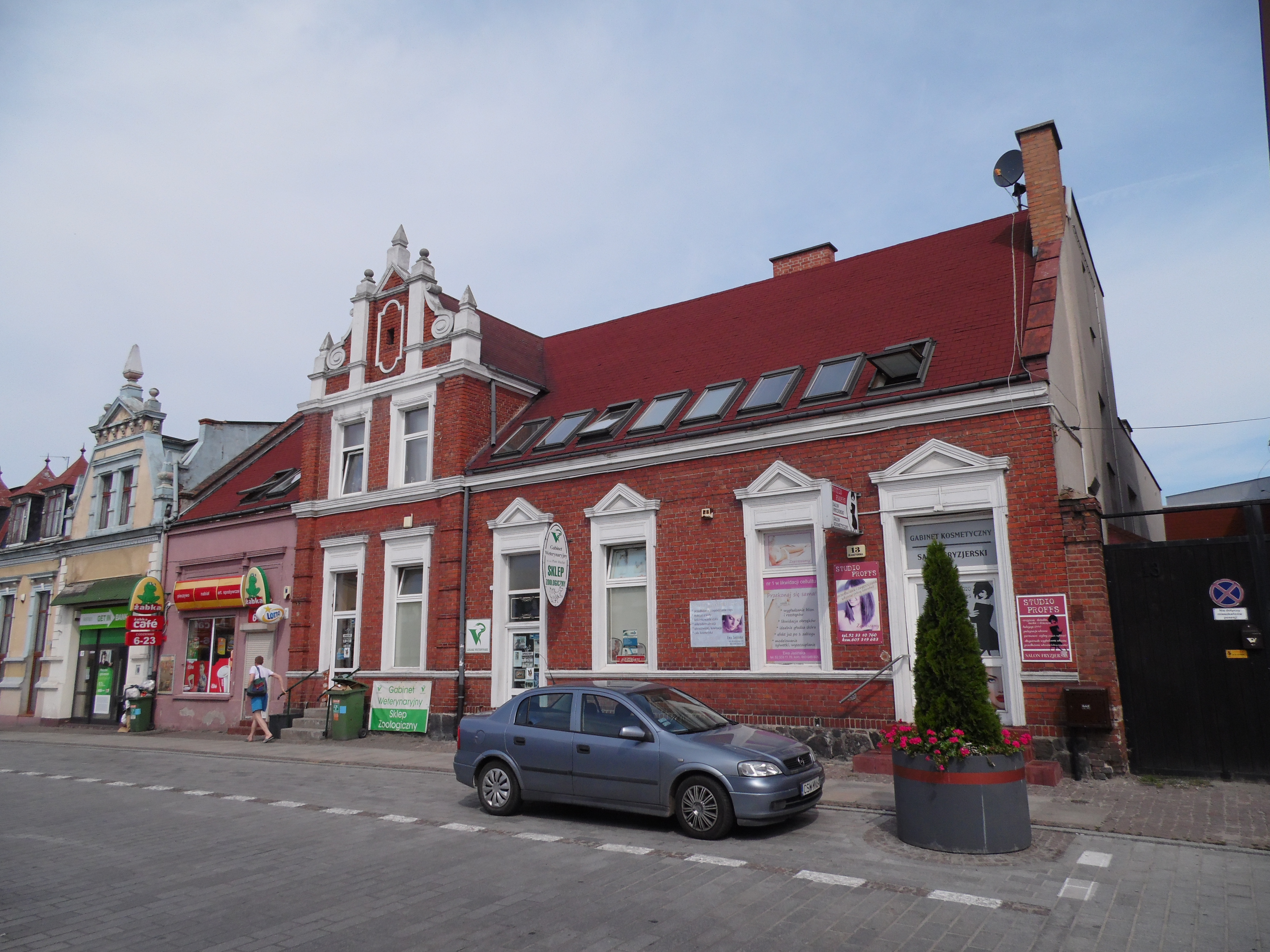

Jedno z najstarszych miast polskich; pierwsza wzmianka z 1198 r., kiedy to było stolicą samodzielnego księstwa pomorskiego, władanego przez Grzymisława; w następnym stuleciu Świecie było rządzone między innymi przez Świętopełka i Mściwoja. Po sprowadzeniu na niedaleką ziemię chełmińską Krzyżaków w roku 1226, było ważnym polskim grodem obronnym Pomorza. W 1242 gród po raz pierwszy przeniesiono w widły rzek Wisły i Wdy. W 1309 roku po długotrwałej obronie, zostało według Jana Długosza podstępnie zdobyte przez zakon krzyżacki jako ostatni punkt obrony. Gdańsk po wymordowaniu polskiej załogi przejęli Krzyżacy już rok wcześniej.
Krzyżacy w Świeciu utworzyli komturię (pierwsza wzmianka o niej pochodzi z 19 lutego 1330) i rozpoczęli budowę zamku, ukończonego do roku 1350. Prawa miejskie chełmińskie Świecie otrzymało w roku 1338, wówczas założono je w nowej lokalizacji, na północ od starego grodu. Pod Grunwaldem oddziały ze Świecia były nieobecne, ale po porażce Krzyżaków to właśnie świecki komtur, Henryk von Plauen, ruszył do Malborka i ze świeckimi rycerzami objął komturstwo malborskie, przez co zamek nie wpadł w ręce Polaków. Podczas wojny trzynastoletniej zamek kilkakrotnie zmieniał właścicieli, w 1454 miasto i zamek opanowali członkowie Związku Pruskiego, w 1455 załoga krzyżackiego Gniewu dokonała rzezi mieszkańców, ostatecznie zajęli go Polacy ustanawiając w 1466 starostwo świeckie. Aż do „potopu” szwedzkiego miasto bogaciło się na handlu wiślanym, jednak Szwedzi zupełnie zniszczyli Świecie i doszczętnie spalili zamek. Miasto ze zniszczeń odbudowywało się przez około 100 lat.
Położone nad samą Wisłą, było często narażone na niszczycielskie powodzie. Dopiero po największej powodzi w historii miasta, która miała miejsce w 1853, nastąpiły przenosiny miasta na wysoki lewy brzeg Wdy, rozpoczęto je w 1857, a zakończono w 1890. Liczba ludności wzrosła wtedy z 3166 w 1849 r. do około 6000, a w przeddzień wybuchu II wojny światowej Świecie liczyło już około 10 000 mieszkańców. W 1912 i 1919 miały miejsce rozruchy antyniemieckie, które zostały brutalnie stłumione przez policję i wojsko.
Powiat świecki został w 1772 zlikwidowany, a jego tereny znalazły się pod zaborem pruskim. Ponownie powstał w 1818, powrócił do Polski 25 stycznia 1920 roku. Powierzchnia powiatu zajmowała drugie miejsce po powiecie chojnickim w województwie pomorskim. W okresie dwudziestolecia nie zaszły poważniejsze zmiany granic na terenie powiatu świeckiego. Jedyne znaczące przekształcenie nastąpiło w 1931 r. Wówczas to oddzielono jedenaście gmin wiejskich oraz trzy obszary dworskie i przyłączono je do powiatu tucholskiego. Jednocześnie ze zlikwidowanego powiatu gniewskiego włączono do powiatu świeckiego jedenaście gmin wiejskich.
W grudniu 1934 r. zgodnie z nową ustawą samorządową w powiecie świeckim były dwie gminy miejskie i czternaście gmin zbiorowych, dzielących się na sto trzydzieści siedem gromad, których powierzchnia wynosiła 1600 km². Przeobrażenia te miały wpływ na liczbę ludności na tym obszarze. W pierwszych latach po odzyskaniu niepodległości nastąpił znaczny odpływ miejscowej ludności niemieckiej do Niemiec. Jednak pod koniec lat dwudziestych liczba ta zaczęła systematycznie rosnąć, by ponownie spaść po odłączeniu kilku bardziej zaludnionych gmin wiejskich w 1931 r.
Charakterystycznie kształtowały się w powiecie stosunki narodowościowe, gdzie dużą liczbę stanowili Niemcy. Ludność żydowska była nieliczna, a liczba Żydów systematycznie spadała przez całe dwudziestolecie. Natomiast pozostałe narodowości występowały w znikomej postaci.
W diecezji chełmińskiej już przed pierwszą wojną światową działały różne katolickie organizacje młodzieżowe. Jednak dopiero od 1921 r. zaczęła tworzyć się jednolita struktura, obejmująca siecią organizacyjną całą diecezję. Od początku istnienia Stowarzyszenie wyznaczyło sobie za cel wychowanie młodzieży w duchu katolickim i narodowym, pomijając w swej działalności wszelkie sprawy polityczne i wpływy partyjne. W 1934 r. funkcję Okręgowego Prezesa Katolickiego Związku Polskiej Młodzieży Męskiej w powiecie świeckim pełnił ksiądz Bernard Sychta. W 1934 r. Katolickie Stowarzyszenie Młodzieży Męskiej w powiecie świeckim liczyło 30 oddziałów i 997 członków, natomiast Katolickie Stowarzyszenie Młodzieży Żeńskiej liczyło 25 oddziałów i 783 członkiń.
Szkolnictwo w powiecie świeckim w okresie dwudziestolecia międzywojennego obejmowało trzy typy szkół: powszechne (podstawowe), średnie (gimnazja) oraz zawodowe. Spośród szkół ogólnokształcących, czyli stopnia podstawowego oraz średniego, szczególne miejsce zajmowało Gimnazjum Państwowe w Świeciu, będące jedyną tego rodzaju placówką na obszarze powiatu. Gimnazjum w Świeciu było typową szkołą średnią, składającą się z niewielkiej liczby kadry nauczycielskiej, co uwarunkowane było niezbyt dużą liczbą uczniów. Szkołę w Świeciu utworzono w 1920 r. w miejsce niemieckiego Gimnazjum. Organizatorem szkoły i jej pierwszym dyrektorem był Jan Augustak, zastąpiony 20 sierpnia 1920 r. przez legionistę Józefa Pietrzaka, który pełnił tę funkcję do śmierci 11 stycznia 1922 r. Następcą jego był Leon Kuchanny, który pełnił stanowisko dyrektora do 1939 r.
Ze Świeciem związany jest Stanisław Kostka, s. Jana Jakuba i Apolonii Pałubickiej – członek zarządu Banku Ludowego w Rehden, w latach 1907 i 1912 delegat Prus Królewskich do parlamentu w Berlinie, w 1920 roku komisaryczny burmistrz Radzynia Chełmińskiego. Rok później 23 listopada został wybrany pierwszym burmistrzem Świecia i był nim do 19 stycznia 1935 roku.
Liczne pisma wydawane przez młodzież szkolną na Pomorzu, stanowiły jeden z elementów procesu wychowawczego. Również w Świeciu nad Wisłą uczniowie gimnazjum zaczęli wydawać od 13 stycznia 1931 r. miesięcznik „Gregorianum”, który ukazywał się nieprzerwanie do 1939 r. Po wznowieniu w 1945 r. działalności Liceum Ogólnokształcącego w Świeciu ukazał się tylko jeden numer pod zmienionym tytułem „Z wiary naszej”. Wydawcą był Komitet Redakcyjny Koła Literackiego, a redaktorem naczelnym Aleksander Ścibor-Rylski.
Na podstawie dekretu kanclerza Adolfa Hitlera z 8 października 1939 r. o organizacji administracji wschodnich terytoriów włączonych do Rzeszy na okupowanych terenach Polski ustanowiono nowe jednostki administracyjne: Okręg Rzeszy Gdańsk – Prusy Zachodnie (Gau Danzig – Westpreussen) i Okręg Rzeszy – Poznań (Reischsgau Posen). Namiestnikiem okręgu Gdańsk – Prusy Zachodnie został Albert Forster.
Jesienią 1939 roku niemieckie władze okupacyjne dokonywały eksterminacji miejscowej ludności polskiej. W lasach mniszkowskich wymordowano 1350 pacjentów szpitala psychiatrycznego, a na ul. Polnej rozstrzelano około 40 Żydów.
W 1945 wycofujące się wojska niemieckie ze zgrupowania toruńskiego wzmocniły świecki garnizon i dołączyły do 2 Armii. Czołowe oddziały 2 Frontu Białoruskiego zostały dopuszczone pod kościół farny w Świeciu na starym mieście, gdzie znienacka otworzono do nich ogień z dział (kalibru najprawdopodobniej 88 mm), znajdującej się przy ulicy Polnej, gdyż tam była linia oporu Niemców. Rosjanie próbowali 9 razy przejść przez Wisłę, nadaremnie; ponieśli ciężkie straty. Na skutek ostrzału został zniszczony kościół farny w Świeciu, gdyż Rosjanie ulokowali tam punkt medyczny, Niemcy widząc palące się światło otworzyli ogień artyleryjski na kościół. Mroźną zimą 1945 roku Niemcy opuścili pozycje w Świeciu po przerwaniu przez Rosjan pozycji obronnych na wysokości wsi Gruczno. Gdy pierwsze jednostki radzieckie wkraczały do Świecia, Niemców już tam nie było. Cały sprzęt, który nie był im potrzebny, zrzucili do parowu za szpitalem w Świeciu (Diabelce). W jednostce wojskowej w Świeciu (podczas okupacji szkółka łączności) pozostawiono duże ilości papierów, mundurów, a nawet nart. Niemcy uciekali w kierunku Laskowic i Czerska.
Po wkroczeniu wojsk 2 Frontu Białoruskiego Rosjanie wysadzili w powietrze kościół w Przechowie w celu wydłużenia lądowiska dla samolotów.
Na podstawie dekretu PKWN z 31 sierpnia 1944 zostały utworzone miejsca odosobnienia, więzienia i ośrodki pracy przymusowej dla „hitlerowskich zbrodniarzy oraz zdrajców narodu polskiego”. Obóz pracy nr 173 Ministerstwo Bezpieczeństwa Publicznego utworzyło w Świeciu.
Po wojnie nastąpił rozwój miasta, liczba mieszkańców wzrosła z 8300 w 1945 do ponad 13 500 w 1961 roku. Rozbudowano cukrownię (istniejącą od 1883 roku), zakłady mięsne, młyny oraz zbudowano nowoczesną wytwórnię pasz treściwych (obecnie PROVIMI). Jednak najważniejszym wydarzeniem w powojennej historii Świecia była podjęta w 1961 decyzja o budowie w pobliskim Przechowie zakładów celulozy i papieru, które zdynamizowały jego rozwój i wpłynęły na strukturę gospodarczą regionu. Uruchomione w 1968 roku (decyzja o budowie została podjęta przez Komitet Ekonomiczny Rady Ministrów 18 sierpnia 1961 roku), w kilka lat później zatrudniały ponad 4600 osób.
W 1988 miasto zostało odznaczone Krzyżem Oficerskim Orderu Odrodzenia Polski.
W roku 2001 komendant straży miejskiej w Świeciu Janusz Dzięcioł zwycięzył w pierwszej polskiej edycji Big Brothera. Janusz Dzięcioł również współpracował ze Stowarzyszeniem Przeciwko Uzależnieniom Dzieci i Młodzieży w Świeciu, a w późniejszym okresie był rzecznikiem prasowym ośrodka pomocy społecznej w Świeciu.
1 stycznia 2022 roku poszerzono granice miasta.

## Zabytki

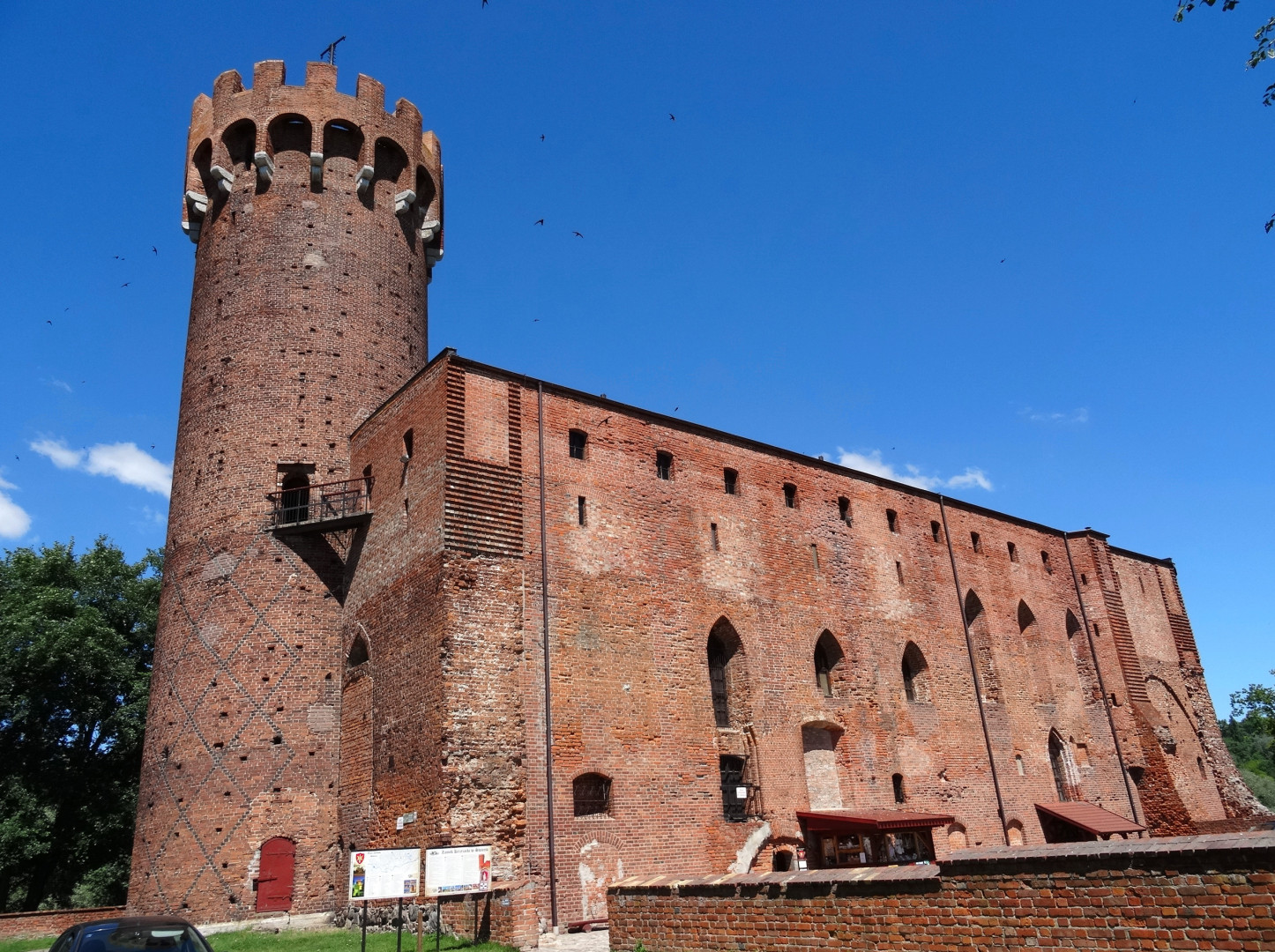
Zamek krzyżacki w Świeciu

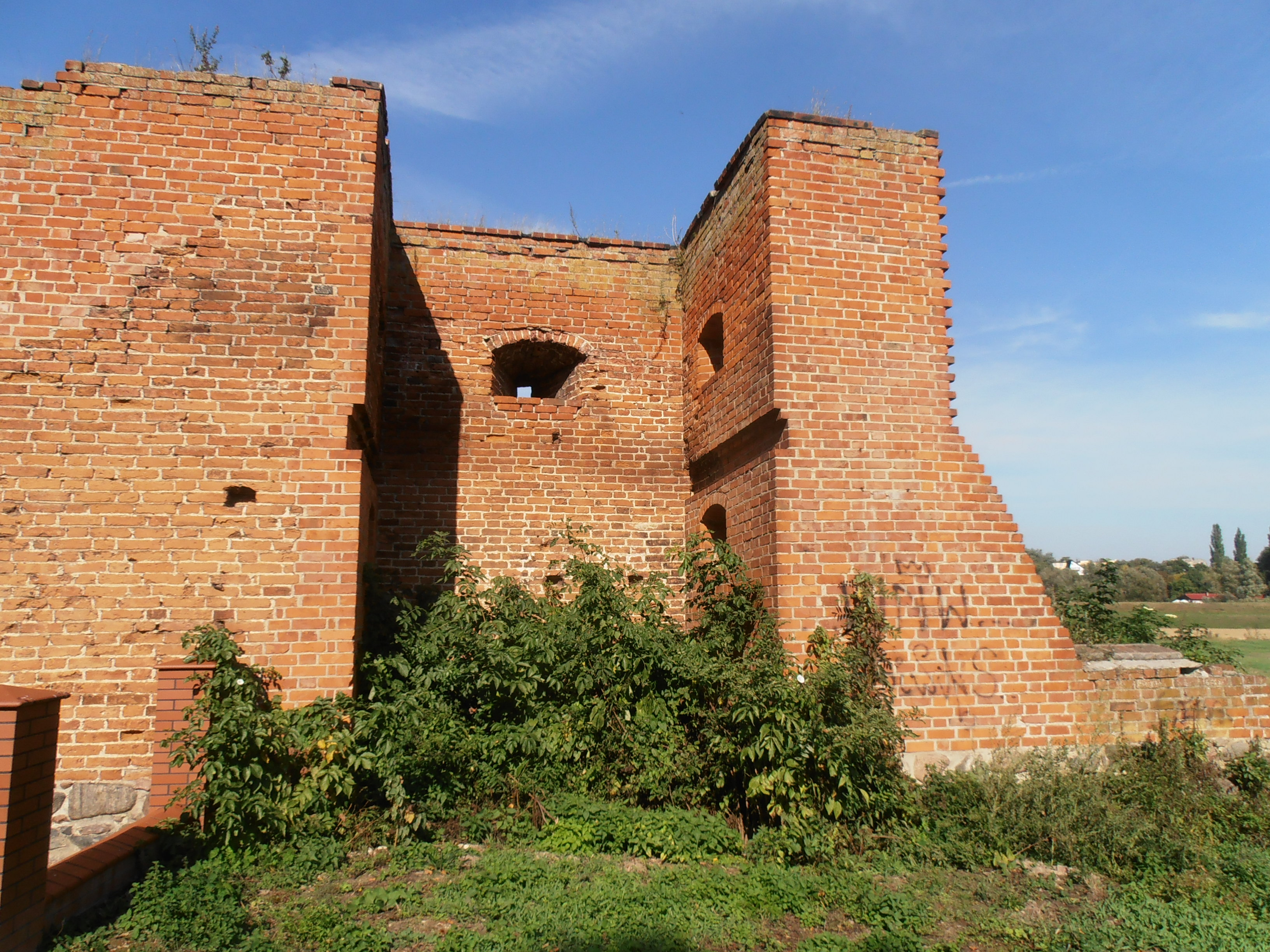
Pozostałości murów obronnych

Stary kościół farny w Świeciu

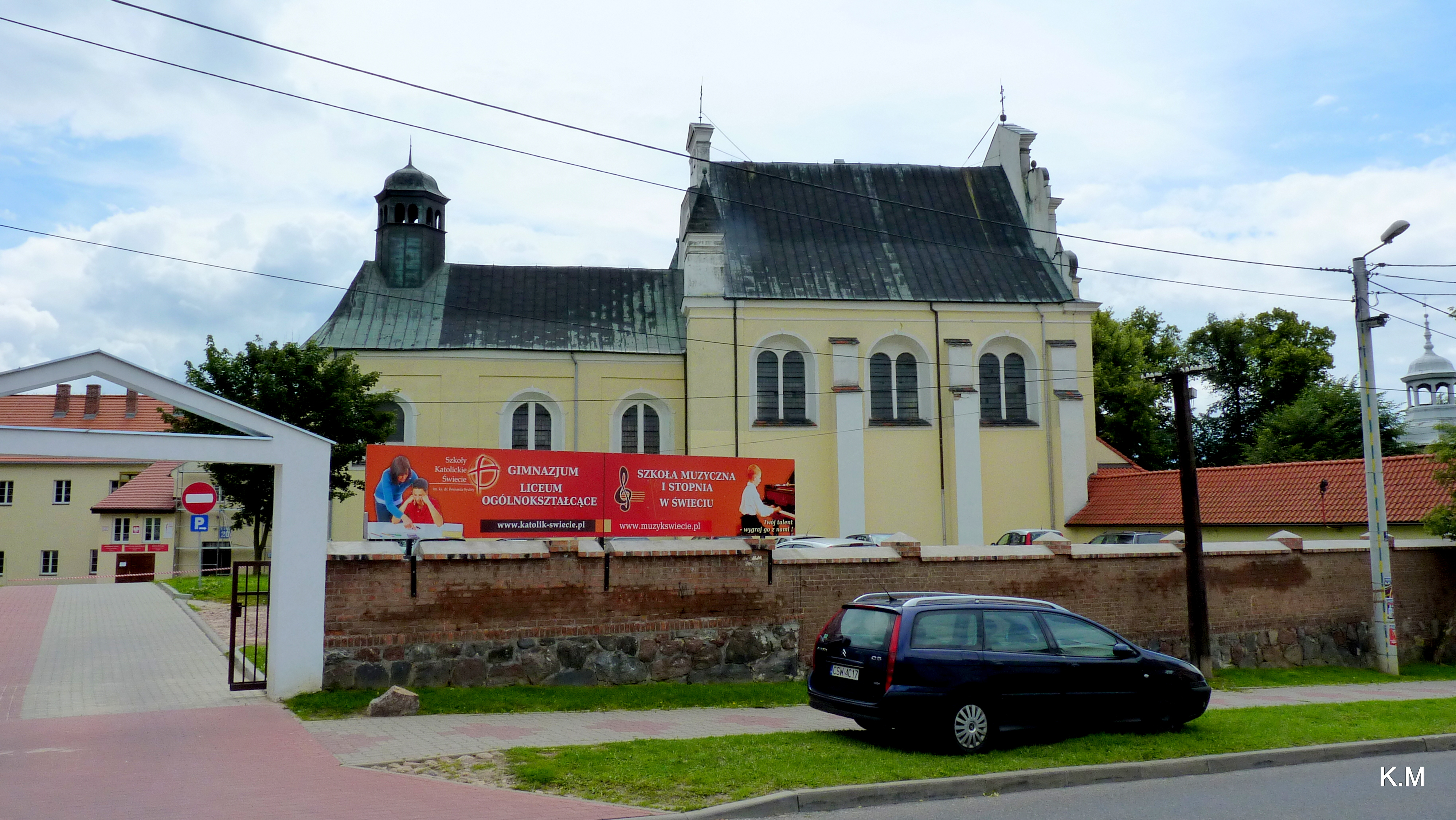
Klasztor pobernardyński i kościół Niepokalanego Poczęcia NMP

- Zamek krzyżacki z lat ok. 1335–1350, gotycki, na planie kwadratu, pierwotnie z czterema narożnymi basztami, wzorowany prawdopodobnie na zamkach nadreńskich[28]. Charakterystyczna krzywa wieża (odchylona około metr od pionu) jest najwyższym tego typu obiektem w Polsce. Od 1875 r. aż do I wojny światowej zamek znajdował się pod administracją władz budowlanych (Königliche Strobauverwaltung). W tym czasie, tj. w latach 1877–1878, przeprowadzono wstępne prace zabezpieczające. W końcu XIX w. konserwator prowincji zachodnio-pruskiej, Johann Heine, wysunął propozycję przeprowadzenia konserwacji ruin zamku systemem Cohausena, w wyniku czego korony murów zostały pokryte betonowymi czapami. Na początku XX w. Konrad Steinbrecht przeprowadził inwentaryzację ruin zamku. Wynika z niej, że ocalałe do 2/3 wysokości północne skrzydło posiadało częściowo zachowaną narożną wieżę północno-wschodnią i całkowicie zachowaną (wyremontowaną), masywną wieżę północno-zachodnią. Zachowały się także pomieszczenia piwniczne skrzydła wschodniego oraz częściowo – południowego i zachodniego. W 1898 r. na terenie zamku odbył się pierwszy zlot IV okręgu nadwiślańskiego Polskiego Towarzystwa Gimnastycznego „Sokół”. Odtąd, aż do I wojny światowej, na obszarze przyzamkowym odbywały się regularnie ćwiczenia tego towarzystwa. W późniejszych latach wybudowano boisko sportowe, na którym w 1912 r. odbyły się zawody sportowe. W restauracji „Zamkowa”, położonej niedaleko murów zamkowych, znajdowała się sala do ćwiczeń gimnastycznych. Przeprowadzone w sierpniu 2008 roku pomiary, wykazały, że wieża odchylona jest od pionu w kierunku zachodnim o 106 cm, przy wysokości wynoszącej 34,73 m, tym samym wieża zamku krzyżackiego w Świeciu jest najwyższą krzywą wieżą w Polsce, na szczyt której mogą wejść turyści. Sama warownia jest niewątpliwym symbolem miasta, a na dziedzińcu odbywają się liczne festyny i koncerty. Od 2002 roku, obiekt jest udostępniony dla odwiedzających. W kwietniu 2020 roku rozpoczęto remont, mający na celu rekonstrukcję dachu[29], przez co zamek planowo do końca 2023 roku będzie niedostępny dla zwiedzających.  Osobny artykuł: Zamek krzyżacki w Świeciu.
- Mury obronne (XIV w.), zachowane w znacznym stopniu. W historii oprócz swej głównej roli, spełniały też funkcje przeciwpowodziowe.
- Kościół farny (Stara Fara), wybudowany stylu gotycko-renesansowym, z elementami baroku. Jego budowę rozpoczęto w 1400 roku i trwała ona przez około 100 lat. Gotyckie jest prezbiterium, środkowa część kościoła nosi cechy renesansu; wieża zakończona jest nietypowymi, renesansowymi attykami. Niegdyś głównie barokowe wnętrze skromnie wyposażone z uwagi na zniszczenia dokonane po II wojnie światowej. Podczas wyzwalania miasta kościół uszkodzony został przez armię radziecką, a później przez okolicznych mieszkańców i szabrowników. Jego odbudowę podjęto się dopiero w 1983 roku, zakończono w 1988. W 1990 utworzono parafię. Kościół został wykorzystany podczas kręcenia niektórych scen serialu „Czterej pancerni i pies”.
- Klasztor pobernardyński z kościołem Niepokalanego Poczęcia NMP, zbudowany w latach 1692–1720 niewielki rokokowy kościół, o wyposażeniu z okresu panowania Stanisława Augusta Poniatowskiego. Do świątyni prowadzi wieża bramna datowana na rok 1800 oraz beczkowo sklepione krużganki. W kościele znajduje się obraz Najświętszej Marii Panny, który pierwotnie miał trafić do Gdańska, lecz został w Świeciu, gdyż przewożący go statek zacumował do Świecia i nie mógł kontynuować rejsu z powodu wezbrania rzeki. Zdarzenie uznano za cud i postanowiono obraz zostawić w świeckim kościele. Obraz dziś znajdujący się w kościele jest kopią – oryginał uległ spaleniu w trakcie pożaru. Sam klasztor skasowano w 1816 roku, jego pomieszczenia wykorzystywane są obecnie przez szkoły katolickie.
- Ratusz – budynek w północnej pierzei rynku, zbudowany z jasnej cegły w 1879 roku, w stylu wiktoriańskim, z wysoką wieżą zegarową i blankami.
- Kamienice mieszczańskie – zbudowane głównie w okresie od 1860 do 1900 roku. Reprezentują wszystkie style architektoniczne XIX wieku. Niektóre z nich cechuje wysoki kunszt, który zawdzięcza się dużym środkom, które cesarz Wilhelm I przeznaczył na budynki dzielnicy „Nowy Świat” podczas przenosin miasta.
- Kościół św. Andrzeja Boboli – neoromański, zbudowany dla luteran w latach 1891–1894. Jego wysoka na 46 metrów dwuhełmowa wieża dominuje w panoramie miasta, będąc najwyższym tego typu obiektem w Świeciu. W wyposażeniu dominuje neogotyk; część sprzętów pochodzi ze zniszczonego kościoła staromiejskiego.
- Młyny w dzielnicy Przechowo oraz położony nad Wdą spichlerz z XVIII w.

## Dzielnice Świecia
- Stare Miasto – najstarsza z obecnie istniejących dzielnica Świecia. Założona już ok. 1240 roku przez ks. Świętopełka, odgrywała rolę rezydencji książęcej, skąd rządzono nawet całym Pomorzem Gdańskim. W 1338 roku, po lokacji miasta na prawach chełmińskich przez Krzyżaków, wytyczono ulice i parcele według stylu niemieckiego.

Teren ten z powodu położenia w widłach Wdy i Wisły narażony był na częste zalewanie przez wody tych rzek. Dlatego już w XIV wieku niektórzy rzemieślnicy i kupcy osiedlali się w rejonie obecnego Śródmieścia, które było położone znacznie wyżej.
Populacja Starego Miasta w Świeciu nigdy nie osiągnęła imponujących rozmiarów. Najwięcej świecian mieszkało tu bezpośrednio przed przeprowadzką miasta na drugi brzeg Wdy (3166 mieszkańców). Później liczba mieszkańców systematycznie spadała. Obecnie na terenie dzielnicy mieszka ok. 100 osób. Poza tym, jej teren zajmują ogródki działkowe oraz pola uprawne.
- Śródmieście (dawniej Nowy Świat) – Ta reprezentacyjna dzielnica powstała w drugiej połowie XIX wieku, kiedy to Świecie za zgodą cesarza niemieckiego oraz z jego silnym wsparciem finansowym przenosiło się na drugi, wysoki brzeg Wdy. Kosztem 308 tys. marek wytyczono ulice, zbudowano imponujące gmachy urzędów. Część kwoty przeznaczono również na pomoc dla mieszkańców Świecia przeprowadzających się ze Starego Miasta. Początkowo zaplanowano, aby na terenie Śródmieścia zamieszkało ok. 7000 osób. Od lat wskaźnik ten pozostaje na podobnym poziomie. Urody dzielnicy na pewno nie dodają jednak czteropiętrowe bloki zbudowane w jej południowej części, w rejonie ul. Browarowej i Parowej, a także bezpośrednia bliskość os. Kościuszki.
- Dzielnica Chmielniki – obecnie nie uznawana za odrębną część miasta, została założona w 1931 roku i stanowiła jego dzielnicę willową.
- Przechowo – do 1972 roku stanowiła oddzielną wieś w gminie Świecie, była też znaczącym dla miasta zapleczem przemysłowym. Już od połowy XIX wieku rozwijał się tu przemysł w związku ze zbudowaniem toru kolei żelaznej. Nad Wdą zbudowano zespół młynów, z czasem rozbudowywanych, a także liczne mniejsze zakłady m.in. maszynowe i mleczarnię. Przechowo nie zostało oszczędzone przez działania wojenne. W 1945 roku wojska radzieckie wysadziły w powietrze miejscowy kościół, rozgrabiono również wiele urządzeń przemysłowych. Ponowny rozwój wsi nastąpił dopiero w połowie XX wieku, kiedy zapadła decyzja o budowie dużej paszarni, a przede wszystkim zakładów celulozy i papieru. Po realizacji pierwszego etapu budowy zakładu, widząc wyraźne ciążenie tego terenu ku miastu, w 1972 roku włączono Przechowo do Świecia.
- Os. Kościuszki – pierwsze osiedle w mieście zbudowane na fali imigracji do Świecia przyszłych pracujących w tutejszym przemyśle oraz jednostce wojskowej. Powstające w bezpośrednim sąsiedztwie śródmieścia, wkrótce dało dach nad głową ponad 4000 mieszkańcom.

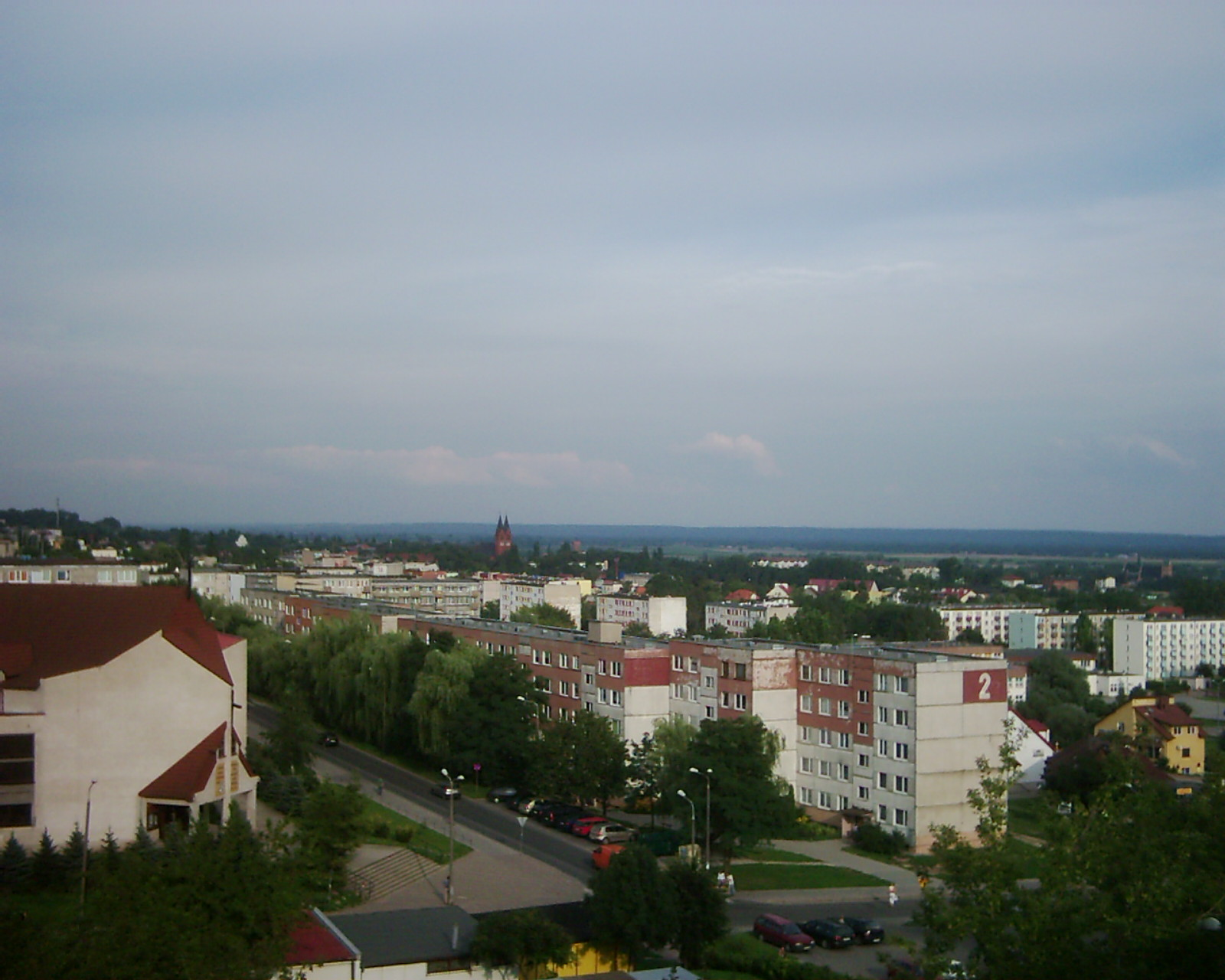
Widok na osiedle Marianki w 2007 roku

- Marianki – niegdyś wieś w bezpośrednim sąsiedztwie miasta, a obecnie największa i zdecydowanie najdynamiczniej rozwijająca się dzielnica Świecia. Decyzja o przeznaczeniu malowniczych teras wiślanych pod zabudowę wielorodzinną zapadła zaraz po rozpoczęciu budowy zakładów celulozy i papieru w Przechowie. Początkowo w tej celowo pozbawionej kościoła dzielnicy miało zamieszkać około 10 tys. osób, głównie przyszłych pracowników „Celulozy”. Łącznie od 1971 roku do końca lat 80. zbudowano tutaj około 80 budynków mieszkalnych cztero- i pięciokondygnacyjnych, dwie szkoły, dwa przedszkola i liczne obiekty handlowo-usługowe. Dopiero na początku lat 80. na zabagnionym terenie na północnym obrzeżu Marianek zlokalizowano nową parafię rzymskokatolicką pw. św. Józefa, która od kilku lat[od kiedy?] może poszczycić się nowym budynkiem kościoła. Parafia ta liczy obecnie około 12 tys. wiernych, stanowiąc największą tego typu wspólnotę w mieście. Ta kilkunastotysięczna dzielnica, wraz z wyrosłymi w jej sąsiedztwie osiedlami willowymi (Paderewskiego i Kraszewskiego) skupia w sobie blisko połowę mieszkańców miasta, a gęsta zabudowa wielorodzinna przyczynią się do bardzo wysokiej gęstości zaludnienia w Świeciu (2170 os./km²). Obecnie właśnie tutaj koncentruje się rozwój urbanistyczny (wielorodzinny) Świecia; po roku 1994 rozpoczęto m.in. budowę nowego osiedla Marianki II.
- Miasteczko – jest to niewielka dzielnica miasta położona w bezpośrednim sąsiedztwie Zakładów Papierniczych „Mondi”. Pierwotnie znajdowały się tam hotele robotnicze. Nazwana „Miasteczkiem” prawdopodobnie z racji znacznego oddalenia dzielnicy od ścisłej zabudowy miasta.
- Os. 800-Lecia – dzielnica wytyczona w połowie lat 90., mająca stanowić zaplecze dla wciąż rozwijającego się budownictwa jednorodzinnego w mieście. Obecnie jest jedną z najbardziej atrakcyjnych i najdroższych lokalizacji pod budownictwo tego typu w Świeciu.
- Osiedle Królów – nowa dzielnica stworzona na początku roku 2013. Obecnie jest pełna nowoczesnych budynków mieszkalnych, budowli, oraz sklepów.

## Rozwój i ludność miasta
Liczba ludności w 1988 roku osiągnęła poziom 25 000, podnosząc Świecie do rangi miasta średniego. Powstały nowe osiedla mieszkaniowe: Kościuszki (4000 mieszkańców) oraz Marianki (ponad 10 tys. mieszkańców). Obecnie Świecie jest ważnym ośrodkiem gospodarczym, mieszkaniowym i handlowym województwa kujawsko-pomorskiego. Dawne zakłady celulozy to obecnie nowoczesne i o wiele zdrowsze dla środowiska naturalnego (ISO 14000) zakłady MONDI ŚWIECIE S.A. oraz kooperujące z nimi firmy, charakteryzujące się dynamicznym rozwojem. Ponadto Świecie to duży węzeł drogowy na skrzyżowaniu tras nr 91 i 5.

## Demografia
| 1570 | 1194  | 1961 | 13500 |
| 1662 | 1077  | 1965 | 15000 |
| 1772 | 2450  | 1972 | 19888 |
| 1804 | 2302  | 1974 | 20000 |
| 1831 | 3166  | 1975 | 21100 |
| 1849 | 5857  | 1981 | 23702 |
| 1882 | 6859  | 1988 | 25000 |
| 1910 | 8042  | 1998 | 27084 |
| 1921 | 7435  | 2000 | 25959 |
| 1939 | 9300  | 2002 | 25889 |
| 1943 | 11664 | 2003 | 25851 |
| 1946 | 8358  | 2004 | 25790 |
| 1955 | 11800 | 2011 | 26574 |

Zmiany w liczbie ludności Świecia w historii:(dane od 1998 r. – Bank Danych Regionalnych – www.stat.gov.pl)
31 grudnia 2011 r. miasto liczyło 26 574 mieszkańców.
Świecie znajduje się na siódmym miejscu w województwie kujawsko-pomorskim pod względem liczby ludności. W rankingu znajduje się między Brodnicą (27588 mieszkańców), a Chełmnem (20428 mieszkańców). W dawnym województwie bydgoskim plasowało się na czwartej pozycji, po Bydgoszczy, Inowrocławiu i Chojnicach.

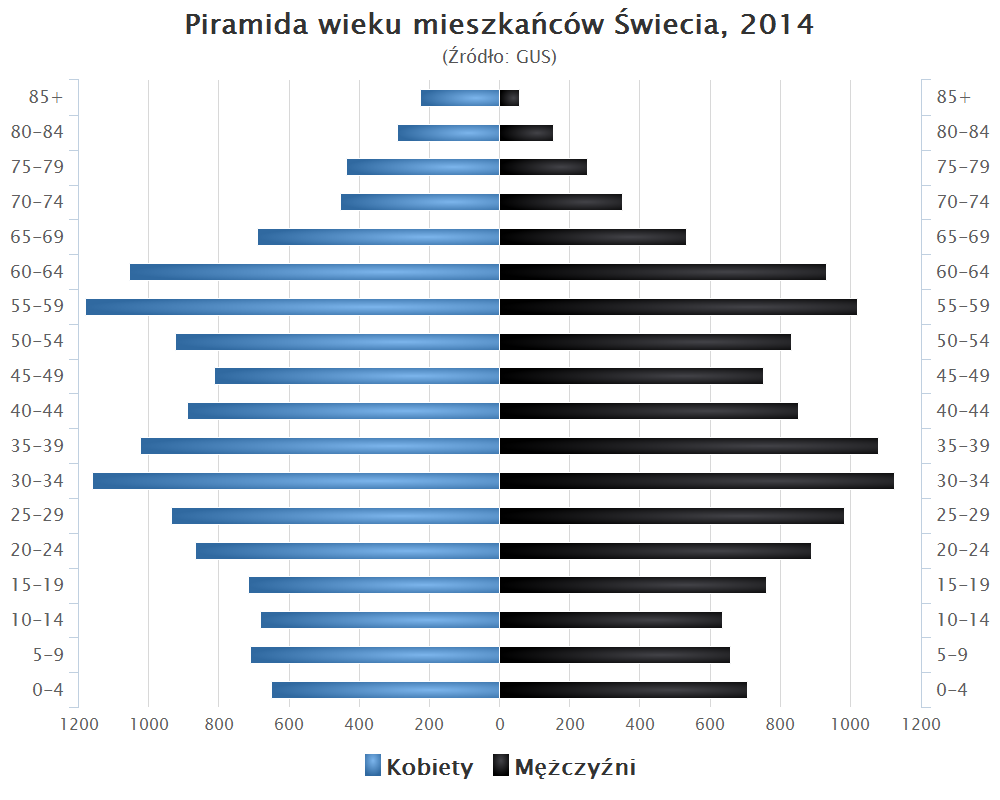
Piramida wieku mieszkańców Świecia w 2014 roku

Istotnym elementem sytuacji demograficznej miasta jest tendencja do obniżania się liczby ludności w jego granicach administracyjnych, przy jednoczesnym wzroście zaludnienia w obszarze gminy wiejskiej Świecie. Oba te procesy rekompensują się, utrzymując zaludnienie gminy Świecie na stosunkowo stabilnym poziomie – ok. 33 tys. osób.

## Gospodarka

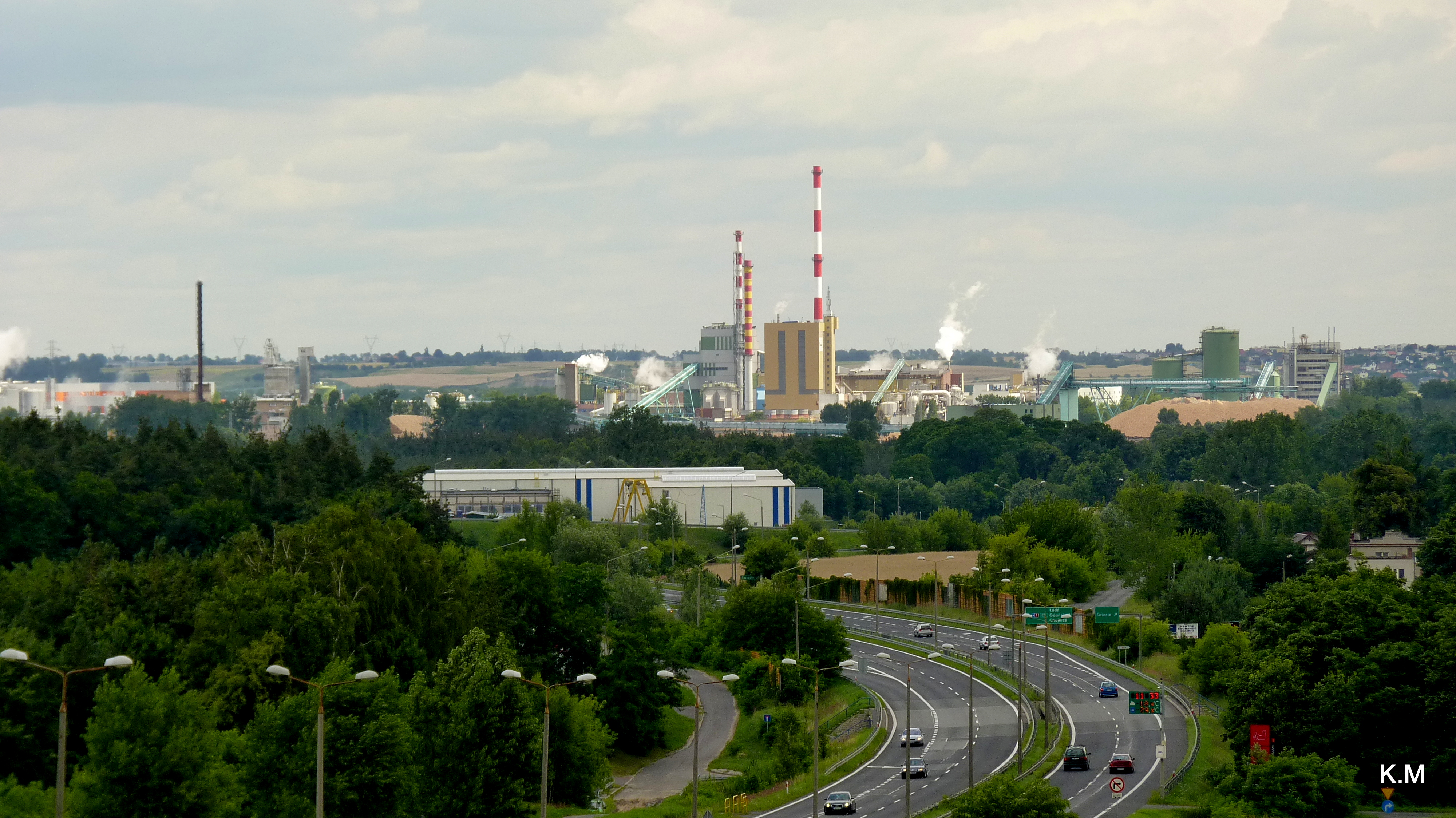
Mondi Świecie S.A.

Mondi Bags Świecie – producent worków papierowych

Młyny w Świeciu

Pod względem przychodów podatkowych przypadających na jednego mieszkańca Świecie jest najbogatszym miastem powiatowym w województwie kujawsko-pomorskim i 12 miastem w Polsce pod tym względem.
Świecie jest także jednym z większych ośrodków gospodarczych na Pomorzu, tu zlokalizowane są największe zakłady branży papierniczej w Polsce i jedne z największych w Europie.
- Papiernia – Mondi Świecie S.A.[33] – producent papieru do opakowań, tektury falistej oraz worków papierowych. W procesie restrukturyzacji zakładu po 1997 roku, zlikwidowano nierentowne i wydzielono pozostałe linie produkcyjne, którymi zajmują się nowo powstałe spółki. W 2009 roku podjęto największą w historii zakładu inwestycję (350 mln euro), polegającą na zainstalowaniu nowego ciągu technologicznego produkcji tektury i opakowań.

Ponadto w mieście silną pozycję ma przemysł spożywczy, chemiczny oraz materiałów budowlanych. Kształtują ją takie firmy jak:
- Cargill – zakład produkcji pasz treściwych
- Kemira – firma fińska, zajmuje się produkcją klejów żywicznych i innych chemikaliów
- Cegielnia
- PBDiM
- Mekro – producent konstrukcji stalowych
- Energoremont Świecie
- Kotłoinwest

Od 2010 trwa budowa parku technologicznego „Vistula II”, w odległości kilku kilometrów od centrum miasta. Teren ten jest kolejnym etapem stworzenia w okolicach Świecia terenów atrakcyjnych dla inwestorów. Obszar Vistula I, położony w widłach dróg krajowych 91 i 5, jest już w całości zajęty przez przedsiębiorstwa.

## Transport
Świecie, miasto w Dolinie Dolnej Wisły, już od początku swojego istnienia czerpało istotne zyski z tego korzystnego dla rozwoju transportu położenia. Więcej niż prawdopodobne jest też to, że gdyby nie krzyżujące się w mieście szlaki handlowe, w tym bursztynowy, gród warowny i siedziba książąt pomorskich nie wykształciłaby w swoim bezpośrednim sąsiedztwie osady handlowej będącej właściwym zaczątkiem miasta.
W okresie średniowiecza dominującą rolę dla rozwoju Świecia miała Wisła i odbywający się na niej handel. Rzeką spławiano wtedy tratwami większość towarów z południa Polski do Gdańska. W świeckim zamku działały między innymi magazyny soli, a w późniejszych czasach zbudowano nad rzeką kilka spichlerzy.
W XIX wieku znaczenie Wisły dla handlu zaczęło się bardzo szybko zmniejszać. Jej dotychczasową funkcję zaczęły przejmować utwardzone drogi, a po 1850 również kolej, której pierwszą nitkę prowadzącą przez Pomorze zbudowano po 1850 (Berlin-Królewiec z odgałęzieniem do Gdańska). Pierwotnie zakładano, że linia kolejowa biec będzie przy samym Świeciu, ostatecznie jednak ominęła ona miasto. Z kolei zamulające się koryto Wisły coraz bardziej utrudniało handel. Miasto pozostało bez głównego źródła własnych dochodów.
Odcięte od Wisły, już w latach 60. XIX wieku Świecie zaczęło starać się o budowę kolejowej bocznicy, początkowo od strony Laskowic, z którymi miasto posiadało dogodne połączenie drogowe. Projektu tego nie udało się zrealizować, a Świecie uzyskało połączenie kolejowe z pobliskim Terespolem dopiero w 1888 r.
Była to linia jednotorowa, która nabrała dużego znaczenia w ruchu towarowym. Wybudowano na niej kilka bocznic, w tym dwie najważniejsze, prowadzące do cukrowni i młynów, których produkty we wcześniejszych latach były spławiane Wisłą. Natomiast w ruchu pasażerskim linia ta od samego początku istnienia miała niewielkie znaczenie; w latach 80. XX wieku kursowały nią jedynie 4 pary pociągów spalinowych do Terespola Pomorskiego. Ostatecznie połączenie to zlikwidowano w 1996 roku. Od tej pory tory były wykorzystywane jedynie na potrzeby miejskiej ciepłowni i cukrowni. Po likwidacji tej ostatniej połączenie towarowe do samego centrum Świecia straciło rację bytu. Jakkolwiek tory w Przechowie są wciąż wykorzystywane na potrzeby tamtejszego przemysłu, to Rada Miejska w Świeciu podjęła decyzję o rozbiórce linii kolejowej od stacji Świecie Przechowo do stacji Świecie nad Wisłą. W przyszłości w śladzie rozebranego toru ma biec nowa ulica, która docelowo odciąży obecnie zatłoczoną ulicę Wojska Polskiego.

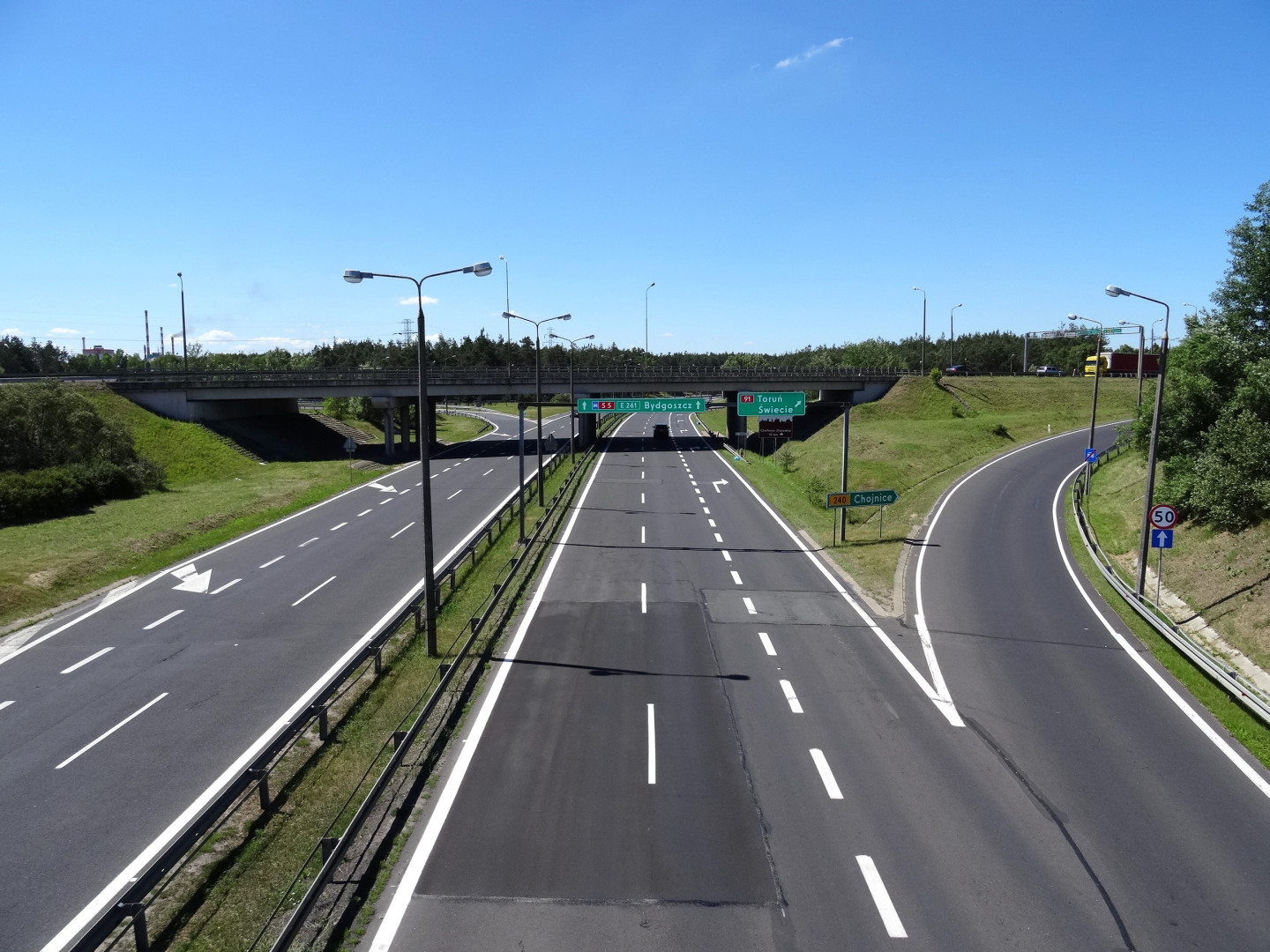
Droga ekspresowa S5, obwodnica Świecia (przed remontem)

Na początku lat 90. planowano budowę zachodniej obwodnicy Świecia w ciągu ówczesnych dróg nr 1 (E75) i nr 5 (E261), którą oddano do użytku w II połowie dekady.
Obecnie Świecie posiada dobrze rozwiniętą komunikację autobusową. Głównym przewoźnikiem jest PKS Bydgoszcz, można tu spotkać także autobusy Arriva Toruń, PKS Grudziądz, PKS Iława, PKS Chojnice i PKS Łódź. Miasto posiada bezpośrednie połączenia autobusowe z Bydgoszczą, Toruniem, Gdańskiem, Łodzią, Poznaniem, Grudziądzem, Koronowem, Chełmnem i in.
W 2014 przy ul. Wojska Polskiego oddano do użytku sanitarne lądowisko Świecie-Szpital dla helikopterów.
W 2016 w miejscu starej pływalni w Przechowie oddano do użytku kompleks basenów (basen sportowy, basen rekreacyjny, brodzik, dwie zjeżdżalnie długości 42 i 72 m, jacuzzi, dwie sauny, sala masażu i sala fitness), którego realizacja pochłonęła 15 mln zł

## Kultura
Świecie jest organizatorem Kongresów Kociewskich. Najpopularniejsze świeckie imprezy kulturalne to:

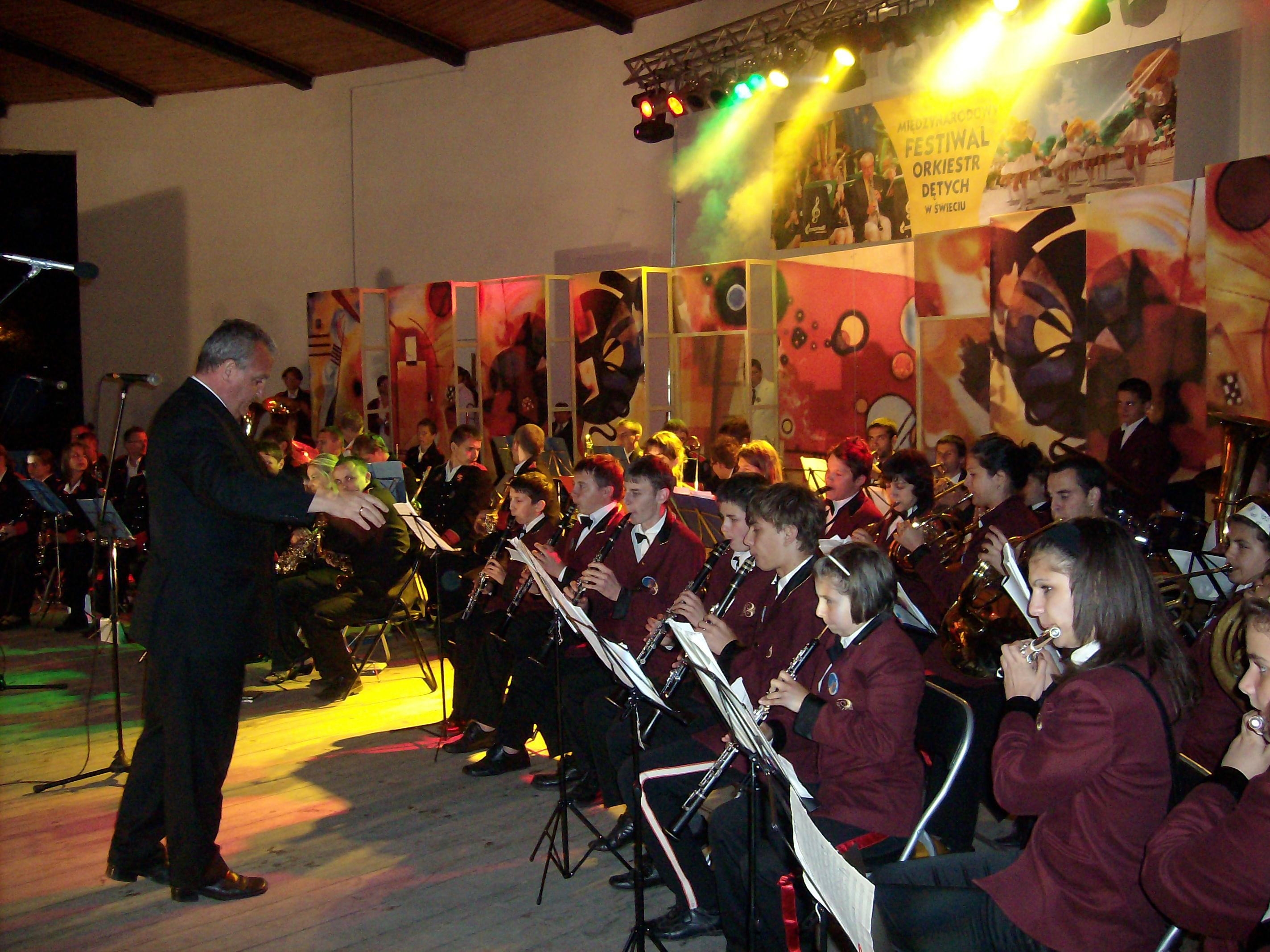
Międzynarodowy Festiwal Orkiestr Dętych

- Międzynarodowy Festiwal Orkiestr Dętych – odbywa się przeważnie w ostatnich dniach czerwca. Oprócz gospodarza, którym jest Orkiestra Dęta ze Świecia, występują orkiestry z Polski i Europy. Muzyka orkiestr połączona jest z konkursem choreografii i występami „majorettes”.
- Nocne Śpiewanie na Zamku w Świeciu – piosenka turystyczna i nie tylko. Ta impreza ma miejsce zazwyczaj w drugi weekend września. Od 1984 roku zjeżdżają na świecki zamek miłośnicy piosenki poetyckiej, turystycznej, szant itp. Nocne Śpiewanie jest również przeglądem kwalifikującym do Finału Studenckiego Festiwalu Piosenki w Krakowie.
- Festyn edukacyjny pod nazwą „Dni Kultury Średniowiecznej”, który odbywa się około połowy czerwca na dziedzińcu zamku krzyżackiego. W trakcie jego trwania zwiedzający oraz widzowie, mają możliwość zapoznania się z techniką produkcji narzędzi codziennego użytku, wyrobem zbroi i uzbrojenia, produkcją ozdób, czy technika wypieku chleba tradycyjnymi metodami. Całość festynu urozmaicają pokazy walk średniowiecznych wojów lub rycerzy w zależności od okresu, jaki akurat jest przedstawiany na festynie.
- Turniej rycerski, który odbywa się w pierwszy weekend września. Organizują go członkowie bractwa rycerskiego św. Katarzyny, wraz z Izbą Regionalną Ziemi Świeckiej. Turniej ten gromadzi przeważnie ponad 40 rycerzy, nie licząc pięknych białogłów i towarzyszących giermków. Pokazy walk, turniej łuczniczy i kuszniczy, a ostatnio hakowniczy, cieszą się dużym zainteresowaniem wśród widzów. Tradycyjnie turniej kończy się szturmem na zamek lub bitwą u jego murów, w świetle płonącej osady rycerskiej.
- Blues na Świecie Festival. Jeden z największych i najciekawszych festiwali bluesowych w Polsce, organizowany pod patronatem radiowej „Trójki”. Goszczą na nim wybitni artyści i muzycy z Polski oraz z zagranicy.

## Muzea

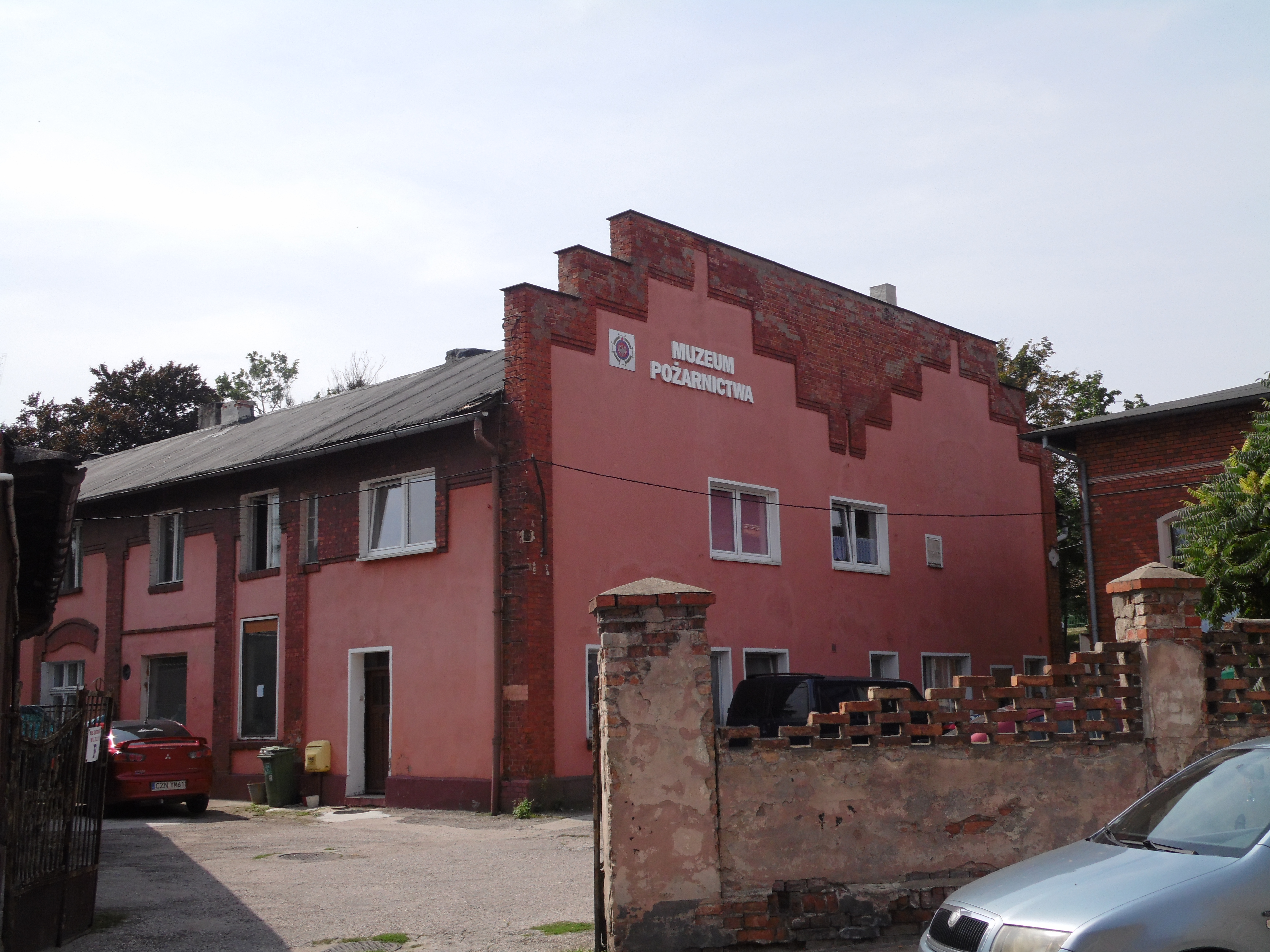
Muzeum Pożarnictwa w Świeciu

- Muzeum Pożarnictwa w Świeciu

## Zdrowie

### Szpitale, przychodnie

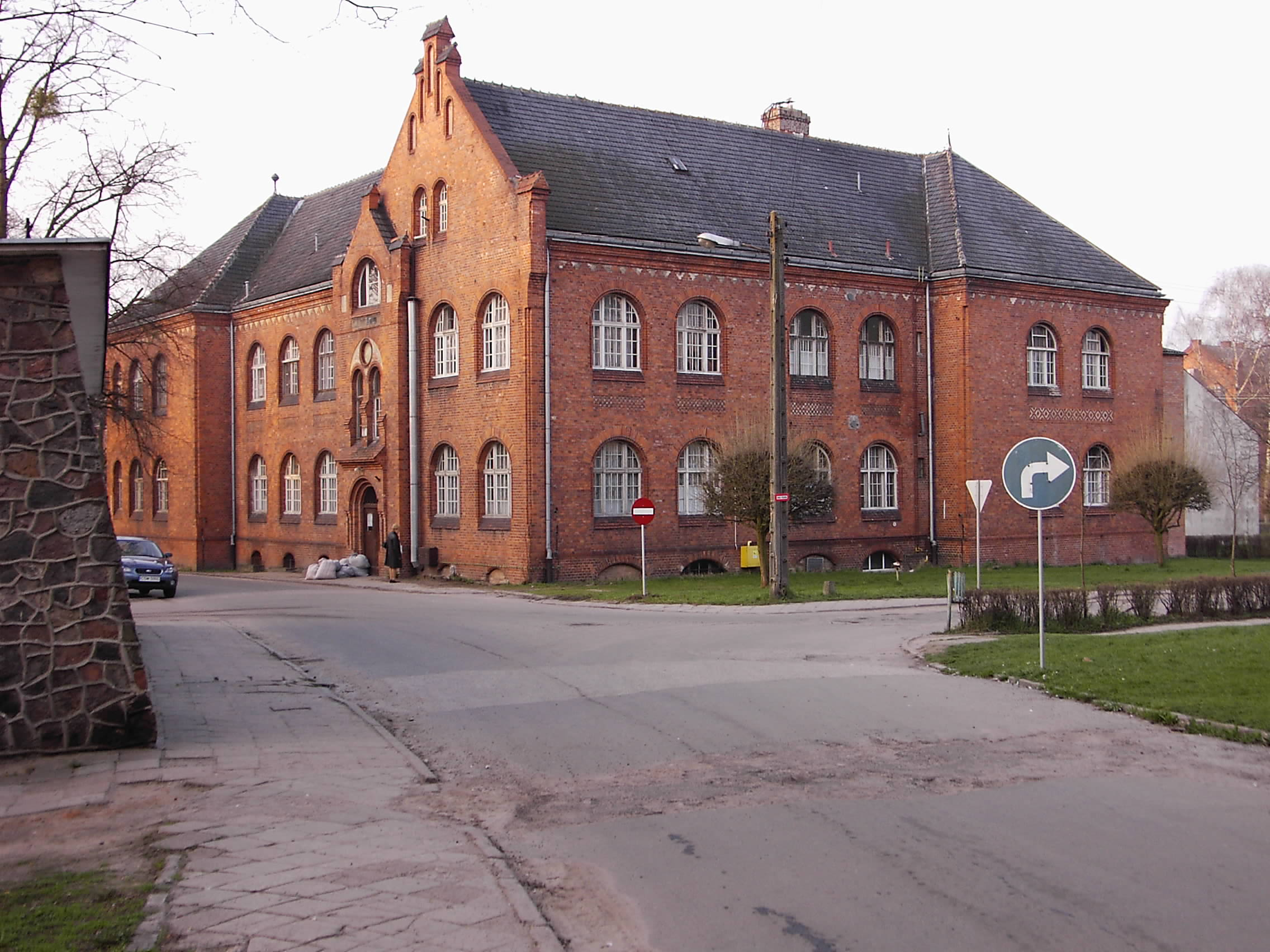
Wojewódzki Szpital dla Nerwowo i Psychicznie Chorych im. dr Józefa Bednarza

- Niepubliczny Zakład Opieki Zdrowotnej „Nowy Szpital Sp. z o.o.”
- Wojewódzki Szpital dla Nerwowo i Psychicznie Chorych im. dr Józefa Bednarza
- Niepubliczny Zakład Opieki Zdrowotnej „Florencja”

## Edukacja

### Szkolnictwo podstawowe
- Szkoła podstawowa nr 1 im. Wojska Polskiego
- Szkoła podstawowa nr 2 im. Ziemi Świeckiej
- Szkoła podstawowa nr 3 im. Mikołaja Kopernika
- Szkoła podstawowa nr 5 im. Polskich Olimpijczyków
- Szkoła podstawowa nr 7 im. Adama Mickiewicza
- Szkoła podstawowa nr 8 im. Kazimierza Ecksteina
- Katolicka Szkoła Podstawowa im. ks. dra Bernarda Sychty

### Szkolnictwo ponadpodstawowe

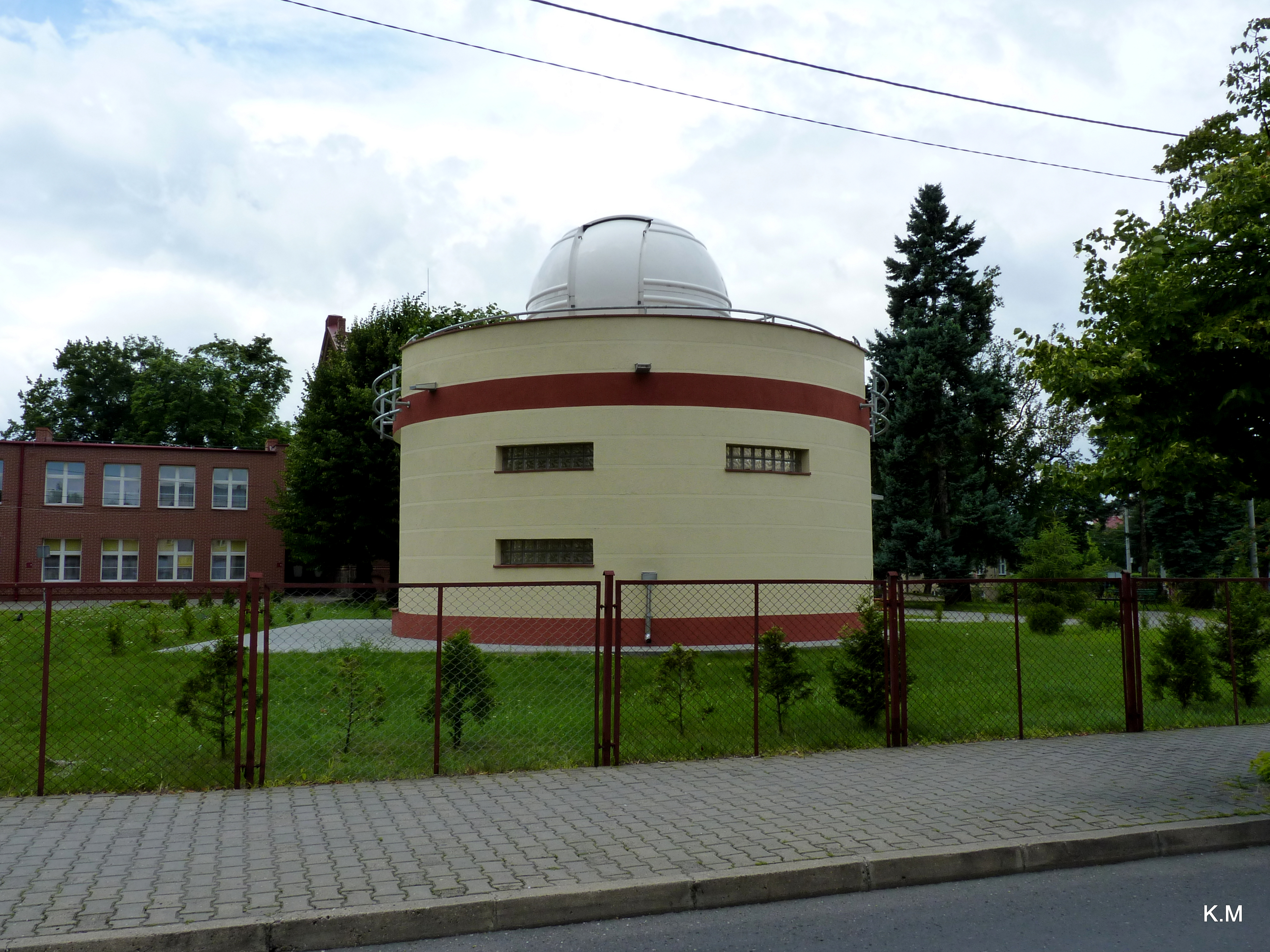
Astrobaza w Świeciu

- Liceum Ogólnokształcące im. Floriana Ceynowy
- Akademickie Liceum Ogólnokształcące
- Zespół Szkół Ogólnokształcących i Policealnych
- Zespół Szkół Ponadpodstawowych
- Zespół Szkół Menedżerskich
- Zespół Szkół Specjalnych
- „Twoja Szkoła” Największa sieć szkół dla dorosłych w Polsce

### Szkolnictwo wyższe
- Uczelnia Lingwistyczno-Techniczna w Świeciu

## Wspólnoty wyznaniowe

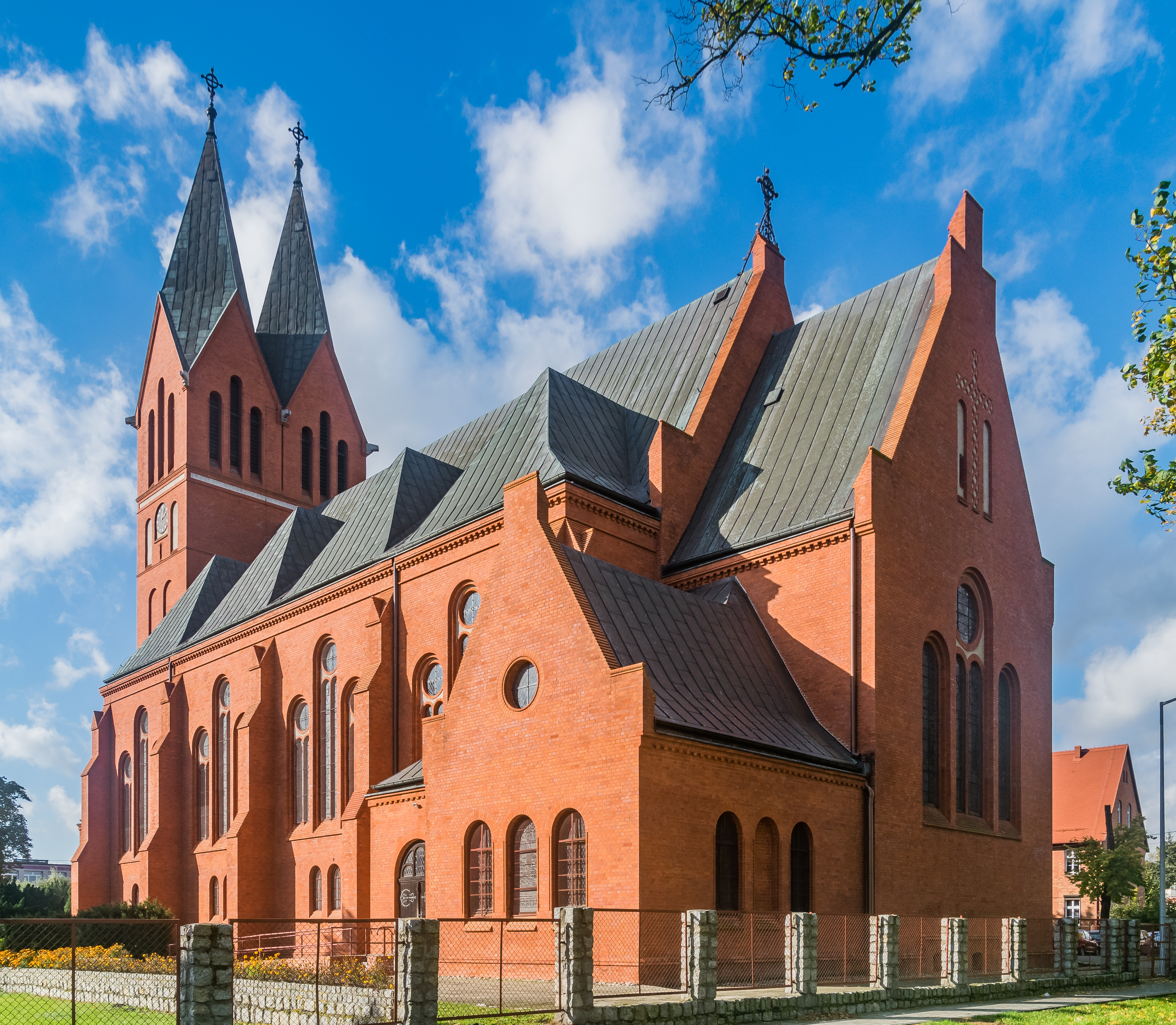
Poewangelicki kościół św. Andrzeja Boboli

Na terenie miasta działalność religijną prowadzą następujące związki wyznaniowe:

### Kościół Rzymskokatolicki
- Parafia Chrystusa Króla w Świeciu
- Parafia Matki Bożej Częstochowskiej i św. Stanisława w Świeciu
- Parafia Niepokalanego Poczęcia Najświętszej Maryi Panny w Świeciu
- Parafia św. Andrzeja Boboli w Świeciu
- Parafia św. Józefa w Świeciu

### Kościół Zielonoświątkowy
- Zbór Kościoła Zielonoświątkowego „Nowe Życie” w Świeciu

### Świadkowie Jehowy
- Zbór Świadków Jehowy Świecie–Południe i Sala Królestwa
- Zbór Świadków Jehowy Świecie–Północ i Sala Królestwa[37].

## Sport

### Infrastruktura
Miasto posiada halę widowiskowo-sportową, otwartą w 2007 roku. Arena główna Hali Widowiskowo-Sportowej w Świeciu pozwala na rozgrywanie wszystkich drużynowych dyscyplin zespołowych, a więc: piłki nożnej halowej, siatkówki, koszykówki oraz piłki ręcznej. Specjalne kotary pozwalają na podział parkietu na trzy równe, niezależnie od siebie działające części. Wymiar areny głównej wynosi: 44 × 25 m.
Wysokość: 12,5 metra. Sala rozgrzewkowa o powierzchni 228,7 m² i wysokości 5 metrów pozwala na przeprowadzanie treningów dyscyplin związanych ze sportami walkami i gimnastyką. Służy również do organizowania spotkań firmowych, bankietów i pokazów. Obiekt Hali Widowiskowo-Sportowej posiada kompleks 6 szatni dzielonych nowoczesnymi prysznicami czasowymi. Pod płytą boiska znajduje się kręgielnia z czterema torami do gry.

### Kluby Sportowe

#### Siatkówka
MUKS Joker Mekro Świecie – żeński zespół siatkarski występujący od sezonu 2019/2020 w ekstralidze kobiet. Już w sezonie 2018/2019 Joker Świecie wygrał I ligę (drugą w hierarchii rozgrywek), ale zarząd klubu zdecydował wówczas o wycofaniu klubu z walki w barażach o awans. Powodem decyzji był brak możliwości zapewnienia środków finansowych niezbędnych do grania w najwyższej klasie rozgrywkowej.

#### Koszykówka
Polpak Świecie – zespół występujący w męskiej ekstralidze koszykówki mężczyzn 3 sezony (od 2005/2006 do 2007/2008). Ostatni mecz w ekstralidze Polpak rozegrał 23 maja 2008 roku, po czym zespół nie został zgłoszony do ekstraligi ze względów finansowych. Po latach seniorska koszykówka w Świeciu została reaktywowana, w sezonie 2021/2022 do rozgrywek III ligi łódzko-kujawsko-pomorskiej został zgłoszony Świecki Klub Koszykówki.

#### Pozostałe sporty
- Wda Świecie – sekcja piłki nożnej – III liga, gr. kujawsko-pomorsko-wielkopolska, sekcje: piłka siatkowa, boks, lekkoatletyka
- M.L.K.S. Wisła Świecie – zapasy (wiele tytułów mistrzowskich)
- Rugby Klub Świecie
- Świecki Klub Karate Kyokushin
- Świecki Klub Shorin-Ryu Karate
- Świeckie Stowarzyszenie Aikido
- Pasjonaci 4x4 Świecie
- Sekcja bokserska K.S. Wda Świecie (wiele sukcesów przez ponad 30 lat istnienia)
- Klub Szachowy Gambit Świecie
- Futsal Świecie

## Turystyka

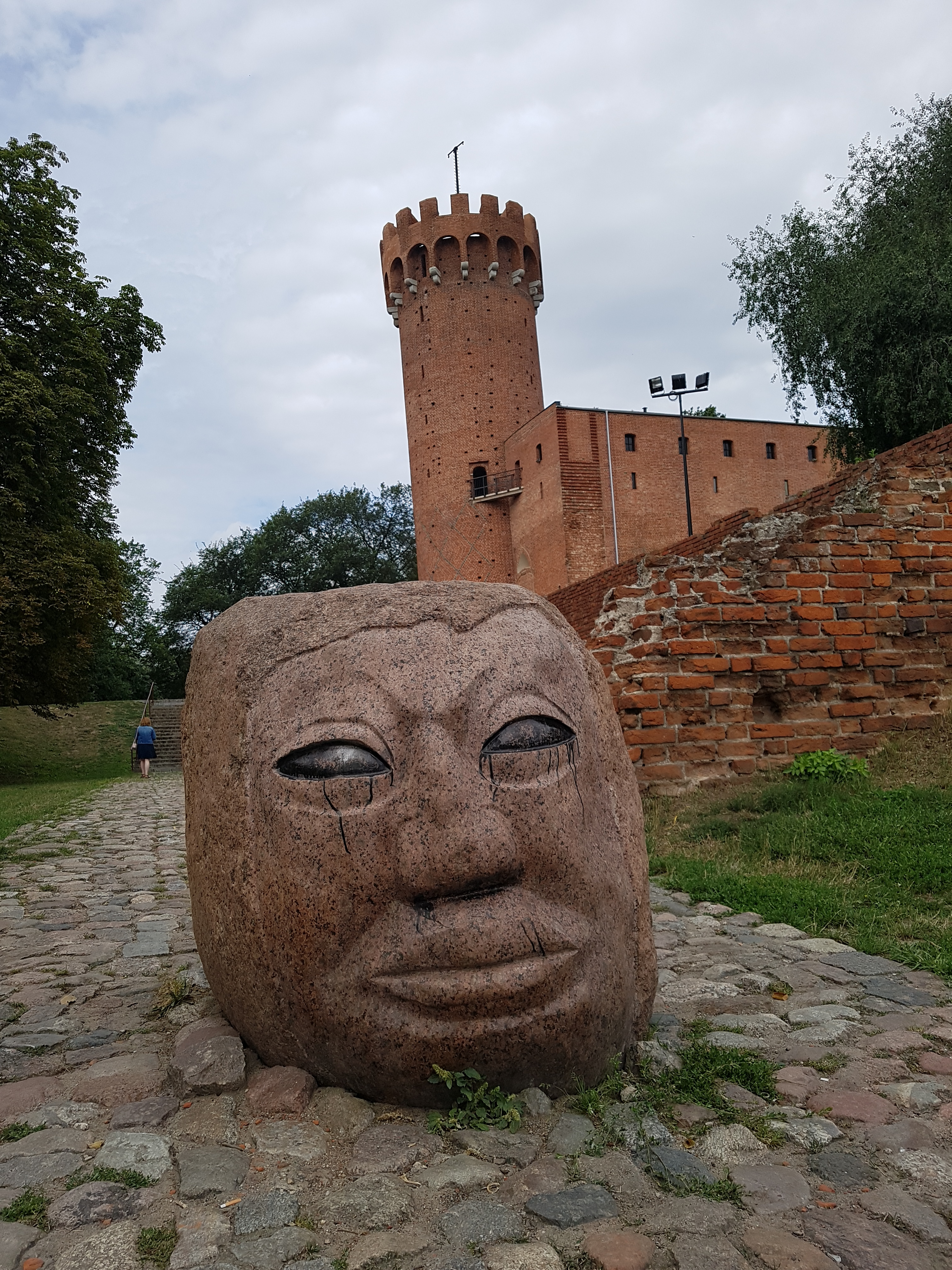
Zamek krzyżacki w Świeciu

W Świeciu znajduje się pole namiotowe i kemping „Camping-Zamek Świecie” ul. Zamkowa 10 położony na prawym brzegu rzeki Wdy, tuż przy zamku krzyżackim.
Świecie posiada kilka atrakcji turystycznych, którymi są zabytki miasta, ekspozycje muzealne oraz punkty widokowe na Dolinę Dolnej Wisły z Czarcich Gór. Miasto jest również ostatnim punktem spływów kajakowych rzeką Wdą.
Przez Świecie prowadzą lub się w nim zaczynają następujące piesze szlaki turystyczne:
- Szlak im. Fryderyka Chopina: Świecie – Kozłowo – Terespol Pomorski (8 km)
- Szlak zielony „Nadwiślański”: Bydgoszcz Osiedle Leśne – Zamczysko – Strzelce Górne – Gądecz – Trzęsacz – Kozielec – Topolno – Świecie (55 km)
- Szlak „Zamkowy”: Świecie – Chełmno (9 km)
- Szlak czarny „Na Diabelce”: Świecie – Sartowice (11 km)

Przez Świecie prowadzi również kilka szlaków rowerowych:
- Międzynarodowa Trasa Rowerowa R-1 – w okolicach Świecia prowadzi przez: Koronowo – Serock – Gruczno – Świecie – Wielkie Łunawy – Grudziądz
- Szlak czerwony z Torunia do Czerska  (TO-7002c + BY-6002c): Toruń – Zamek Bierzgłowski – Siemoń – Unisław – Płutowo – Starogród – Chełmno – Głogówko Królewskie – Świecie – Osie – Tleń – Śliwice – Czersk (126 km)
- Szlak rowerowy dookoła Doliny Fordońskiej: Bydgoszcz Osiedla Leśne – Las Gdański – Nowy Fordon – Topolno – Gruczno – Głogówko Królewskie koło Świecia – Chełmno – Ostromecko – Stary Fordon (89 km)
- Szlak rowerowy czarny po Dolinie Dolnej Wisły: Cierpice – Solec Kujawski – Bydgoszcz – Świecie – Nowe – Gniew – Tczew – Kwidzyn – Grudziądz – Chełmno – Ostromecko – Zamek Bierzgłowski (447 km)

## Ochrona przyrody

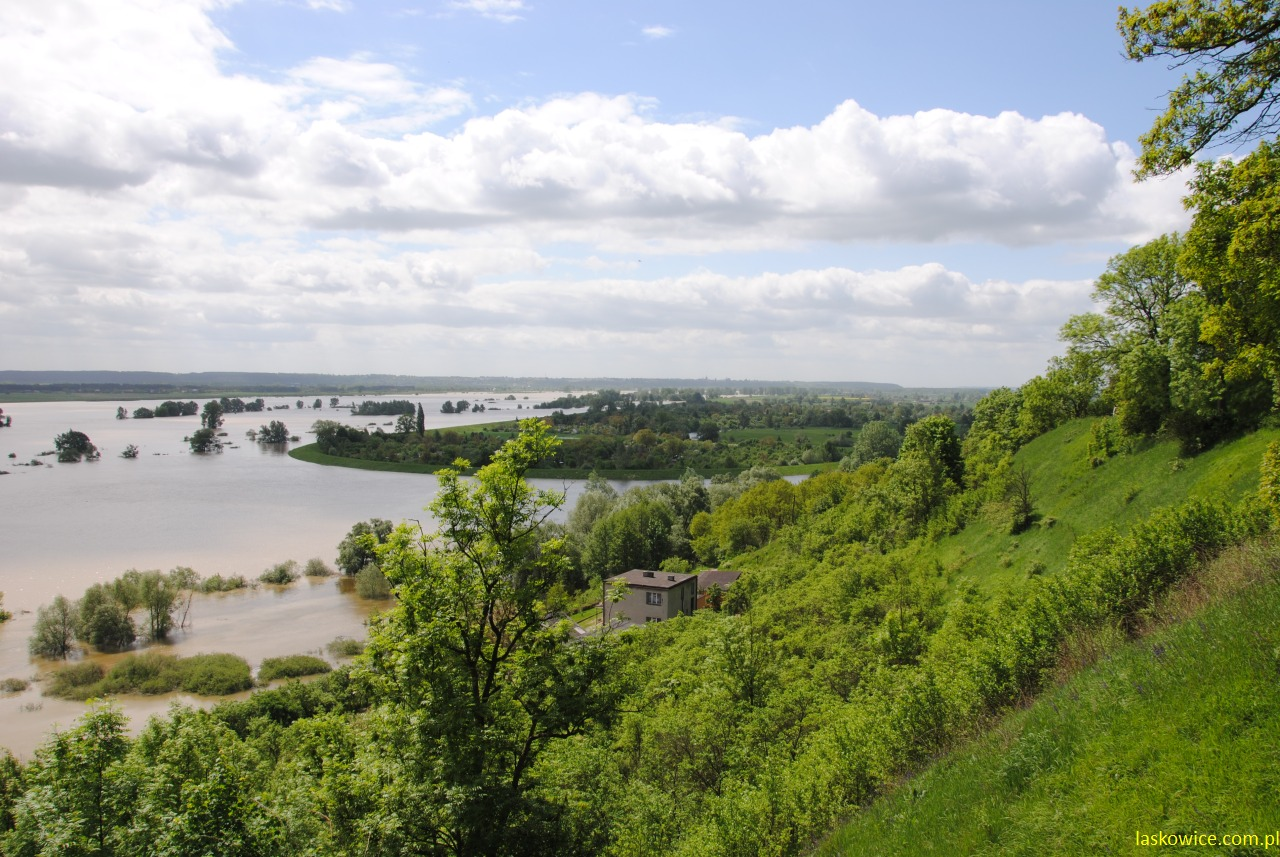
Ujście Wdy do Wisły

Cis pospolity Adam 105 cm obwodu na skwerze na rogu ul. A. Mickiewicza/Wojska Polskiego.

Cis pospolity na cmentarzu przy ul. A. Mickiewicza – obwód 106 cm.

### Parki krajobrazowe
Wschodnią część miasta zajmuje Nadwiślański Park Krajobrazowy. W mieście przy ul. Sądowej 5 swoją siedzibę ma dyrekcja Zespołu Parków Krajobrazowych Chełmińskiego i Nadwiślańskiego.

### Natura 2000
Na obszarze miasta znajduje się obszar natura 2000 SOO Zamek w Świeciu PLH040025 o powierzchni 15,8 ha.

### Pomniki przyrody
Na terenie miasta znajdują się następujące pomniki przyrody (stan na grudzień 2011):
| Nr  | Lokalizacja                                    | Forma             | Nazwa                                                             | Sztuk | Obwody przy powołaniu [cm] |
| 1.  | Szkoła Podstawowa nr 5                         | grupa drzew       | cis pospolityWitold cis pospolity                                 | 5     | 93 77, 72, 55, 42          |
| 2.  | ul. Hallera                                    | grupa drzew       | buk zwyczajny odm. czerwona cis pospolity 2 kasztanowce zwyczajne | 2     | 340 42 268 i 256           |
| 3.  | cmentarz przy ul. A. Mickiewicza               | pojedyncze drzewo | cis pospolity                                                     | 1     | 106                        |
| 4.  | skwer przy ul. A. Mickiewicza                  | pojedyncze drzewo | klon jesionolistny                                                | 1     | 305                        |
| 5.  | skwer przy ul. A. Mickiewicza/Wojska Polskiego | grupa drzew       | 2 cisy pospolite Adam Ewa                                         | 2     | 105 78                     |
| 6.  | ul. Ogrodowa                                   | pojedyncze drzewo | cis pospolity dwuwierzchołkowy                                    | 1     | 55/53                      |
| 7.  | ogród plebanii na ul. Ogrodowej                | grupa drzew       | 4 cisy pospolite (forma krzewiasta)                               | 4     | –                          |
| 8.  | park miejski przy ul. Ogrodowej                | grupa drzew       | 3 cisy pospolite Rumcajs Hanka Cypisek                            | 3     | 83 95 42                   |
| 9.  | ul. Sienkiewicza 8                             | grupa drzew       | 2 cisy pospolite (forma krzewiasta)                               | 2     | –                          |
| 10. | ul. Wojska Polskiego                           | pojedyncze drzewo | cis pospolity Fred                                                | 1     | 62                         |
| 11. | przy restauracji Leśna II                      | głaz narzutowy    | Głaz Świecki                                                      | 1     | 650                        |
| 12. | ul. Wojska Polskiego                           | pojedyncze drzewo | lipa drobnolistna                                                 | 1     | 370                        |
| 13. | al. Jana Pawła II                              | głaz narzutowy    | –                                                                 | 1     | 890                        |
| 14. | teren Szkoły Podstawowej nr 5                  | pojedyncze drzewo | dąb szypułkowy                                                    | 1     | 315                        |

## Współpraca międzynarodowa

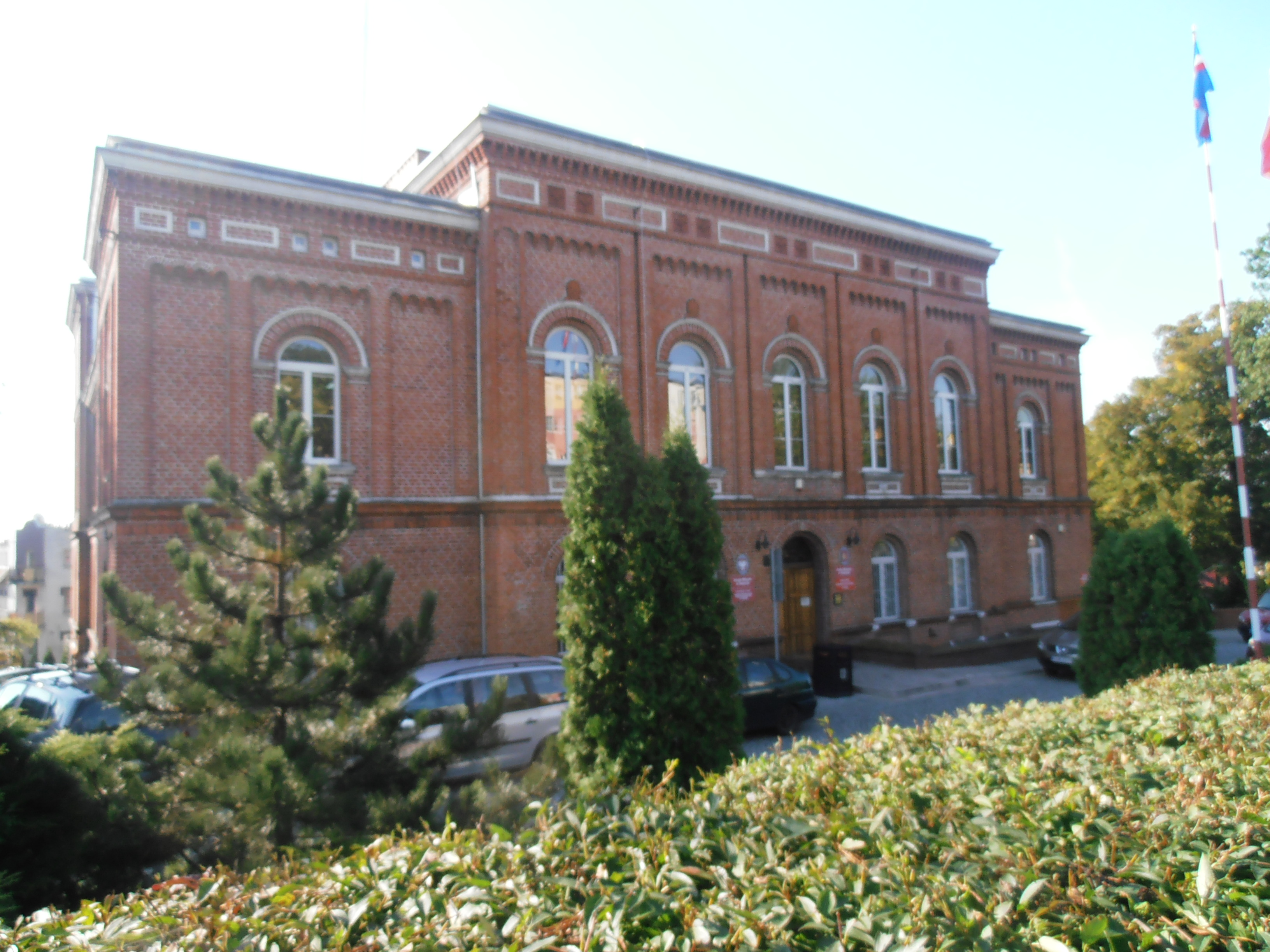
Urząd Miasta w Świeciu

### Miasta i gminy partnerskie
- Pieszyce  Polska
- Gernsheim[45]  Niemcy
- Perth  Australia (1990)